# Lyon de l'an mil au rattachement à la France

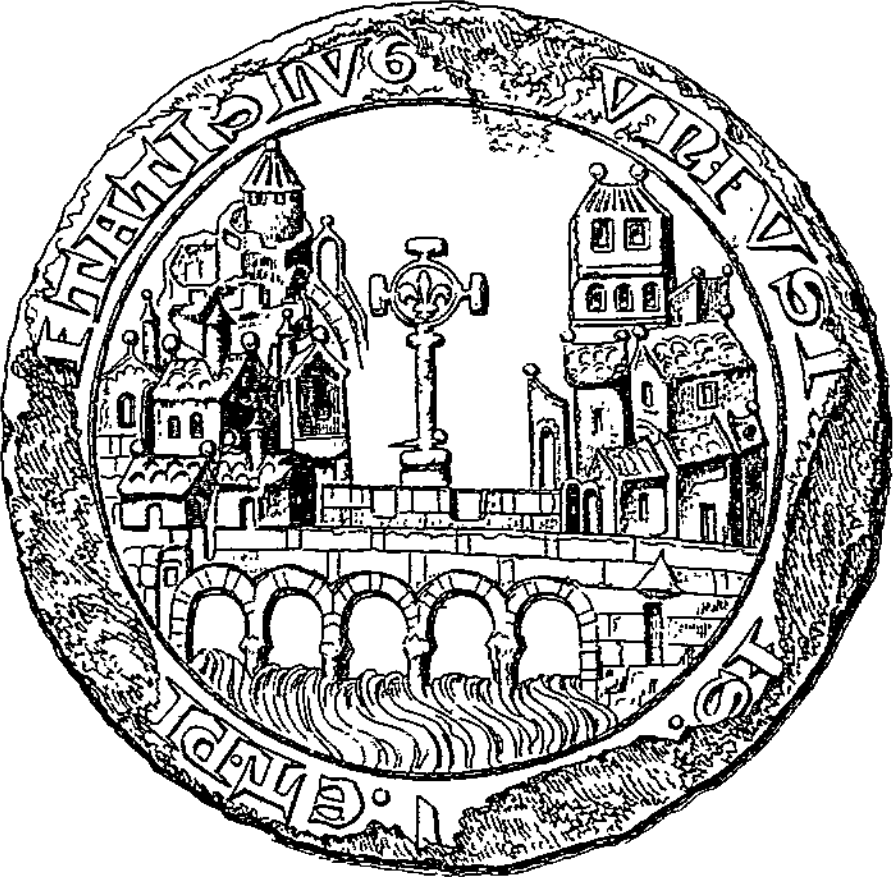
Premier sceau de la ville de Lyon, 1271.

Lyon, de l'an mil au Moyen Âge tardif, voit la cité suivre avec un temps de retard la plupart des grandes évolutions urbaines de l'Europe médiévale. Son maître, l'archevêque, reste longtemps un seigneur temporel indiscutable, partageant le pouvoir avec le chapitre de Saint-Jean. Le pouvoir bourgeois ne s'y développe qu'avec peine. Le début du XIVe siècle marque une césure importante, avec l'entrée définitive de Lyon dans le giron du royaume de France et la prise du pouvoir municipal par les bourgeois laïcs.
Durant cette période, qui va grossièrement de 1000 à 1320, Lyon va évoluer lentement, puis plus rapidement, sur les plans religieux et institutionnels, sous la pression conjuguée de forces internes et externes. La cité sort ainsi d'un certain immobilisme intellectuel et, tout en tombant sous la domination du roi de France, acquiert un régime municipal équivalent à celui des cités environnantes. Cette date de 1320 est clairement un basculement pour l'histoire de la ville. Pour Jacques Rossiaud, « Le traité de 1320 partage historiquement le Moyen Âge lyonnais ».

## Topographique et évolution urbaine

### Organisation de la ville
Au cœur du Moyen âge, Lyon est une cité fortifiée dont les limites ne suivent pas entièrement les murailles. La frontière nord de la ville sur la rive droite de la Saône est délimitée par le ruisseau de Charavay, situé aux environs de l'actuelle rue des Tuileries. La limite sud passe par la Porte vieille. À l'ouest, la limite passe par l'enceinte fortifiée. À l'est, la limite est le Rhône et au nord de la presqu'île, la juridiction des archevêques s'arrêtent aux Vieux fossés. Au-delà se trouvent les terres des seigneurs de Beaujeu.

#### La rive droite de la Saône
Les quartiers situés sur la colline de Fourvière ou à ses pieds sont le noyau historique de la ville. Au Moyen Âge central, cet espace est structuré en quatre quartiers dotés d'une personnalité propre. Ils sont protégés dès les alentours de l'an mil par une clôture, courte muraille de pierre ou de bois sur laquelle on ne sait que peu de choses. Elle est repérée à l'aide des recluseries, qui étaient alors disposées aux portes de la ville, les moines y résidant ayant traditionnellement la garde des entrées des cités.
Au nord, l'église Saint-Paul est entourée du Bourg neuf, où les voyageurs font halte dans une des nombreuses auberges présentes. Ce quartier s'étire en amont jusqu'à la porte de Lyon, sous Pierre Scize, tenue par la recluserie de Saint-Épipoy. Cette porte perce la clôture de la ville qui devait suivre ensuite le chemin de Montalieu, actuel chemin de Montauban. jusqu'à la porte de Confort et longer ensuite le chemin de Ruer, actuelle montée Saint-Barthélémy, jusqu'à la porte de Ruer.
Plus au sud vient le quartier de la Place du Change, face au pont de pierre. Cette place est de petite dimension, un rectangle irrégulier de 24 × 11 m où se tiennent marchands et tables de changeurs. Dans ce quartier résident également les bourgeois et les hommes de loi.

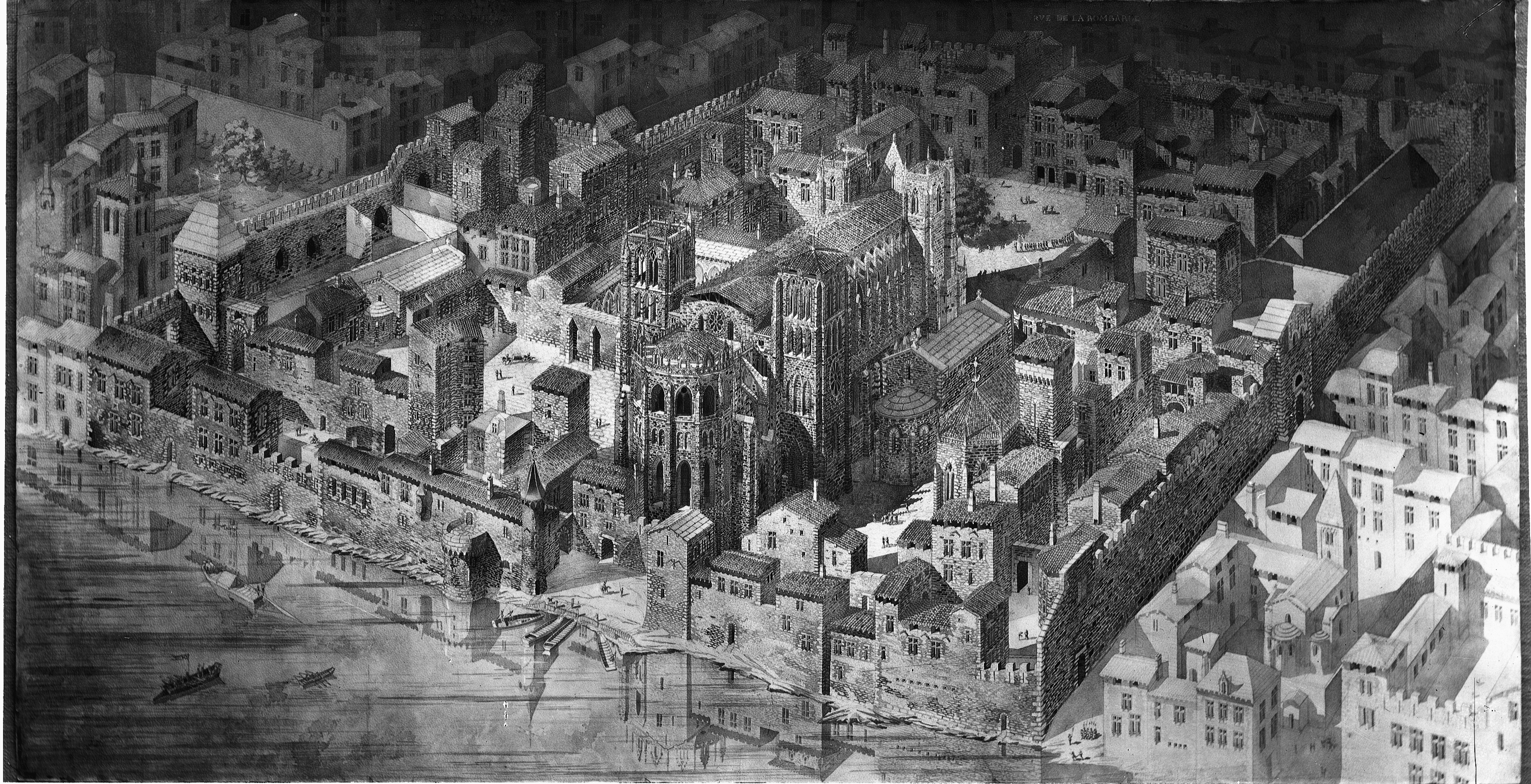
Dessin de Rogatien Le Nail présentant la cloître Saint-Jean à la Renaissance.

Le quartier plus au sud est le cœur religieux de la cité : le cloître Saint-Jean. Ce quartier est clôturé au XIIe siècle, partageant la ville sur cette rive en deux. Vient enfin le quartier Saint-Georges.
Tous ces quartiers sont densément lotis, les maisons sont souvent surpeuplées.
Sur les hauteurs existe à cette époque un bourg regroupé autour des églises Saint-Just et Saint-Irénée. Toujours organisé en suivant les antiques voies romaines de l'Aquitaine et de la Narbonaise, il est protégé depuis le XIe siècle par une première enceinte. Quand l'abbaye et l'église Saint-Just deviennent un chapitre, il s'émancipe du bourg en construisant un rempart à l'intérieur même du premier, appelé « château Saint-Just ».

#### La presqu'île
Sur la presqu'île, les quartiers sont plus aérés, les rues et les demeures plus récentes. L'ensemble est encore semi-rural à cette époque. Le quartier est structuré par la rue principale qui relie les deux ponts, qui passent par la rue Confort et la rue Mercière. Le quartier de l'abbaye Saint-Pierre est plus anciennement bâti, et sa densité se rapproche de celle que l'on trouve outre Saône.
La ville est limitée au nord de la presqu'île par les fossés de la Lanterne, qui protègent les remparts édifiés au bas des pentes de la pente de Saint-Sébastien (l'actuelle Croix-Rousse). Ces fossés et ses remparts, mentionnés pour la première fois en 1208, exploitent une dépression naturelle, une ancienne lône. Les fossés ont environ trois mètres de profondeur, ce qui a rendu indispensable l'édification d'un mur de soutènement au pied des murailles.

### Évolutions auxXIeetXIIesiècles

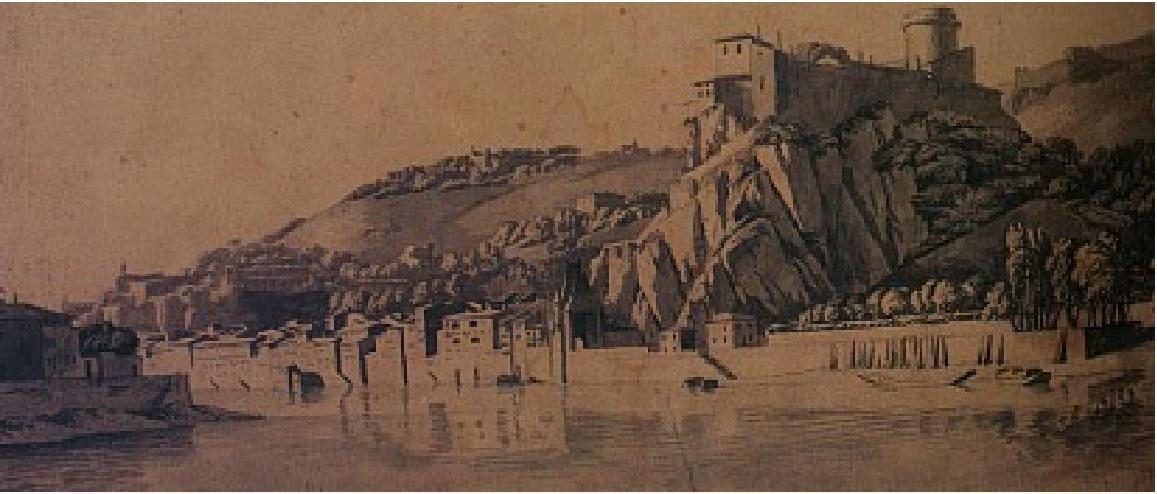
Château de Pierre-Scize.

Durant ces deux siècles, Lyon ne s'agrandit guère, mais se remodèle et se modifie. Peu portée par les mouvements d'enrichissement de l'artisanat et du commerce, la cité se contente des possessions terriennes de ses maîtres religieux pour se développer. Ceux-ci sont actifs et entament de nombreuses constructions.

#### Nouveaux édifices
Pour sa défense et son développement urbain, Lyon se dote de plusieurs équipements durant cette période.
Le château de Pierre Scize, dont la construction est entamée au début du XIe siècle probablement durant l'épiscopat de Burchard II de Lyon (979-1033), permet de surveiller l'arrivée nord de la ville et la Saône. Vers la fin du XIIe siècle, Renaud II de Forez (1193-1226) le rénove et s'y installe durablement. Après lui, les prélats lyonnais en font une demeure régulière.

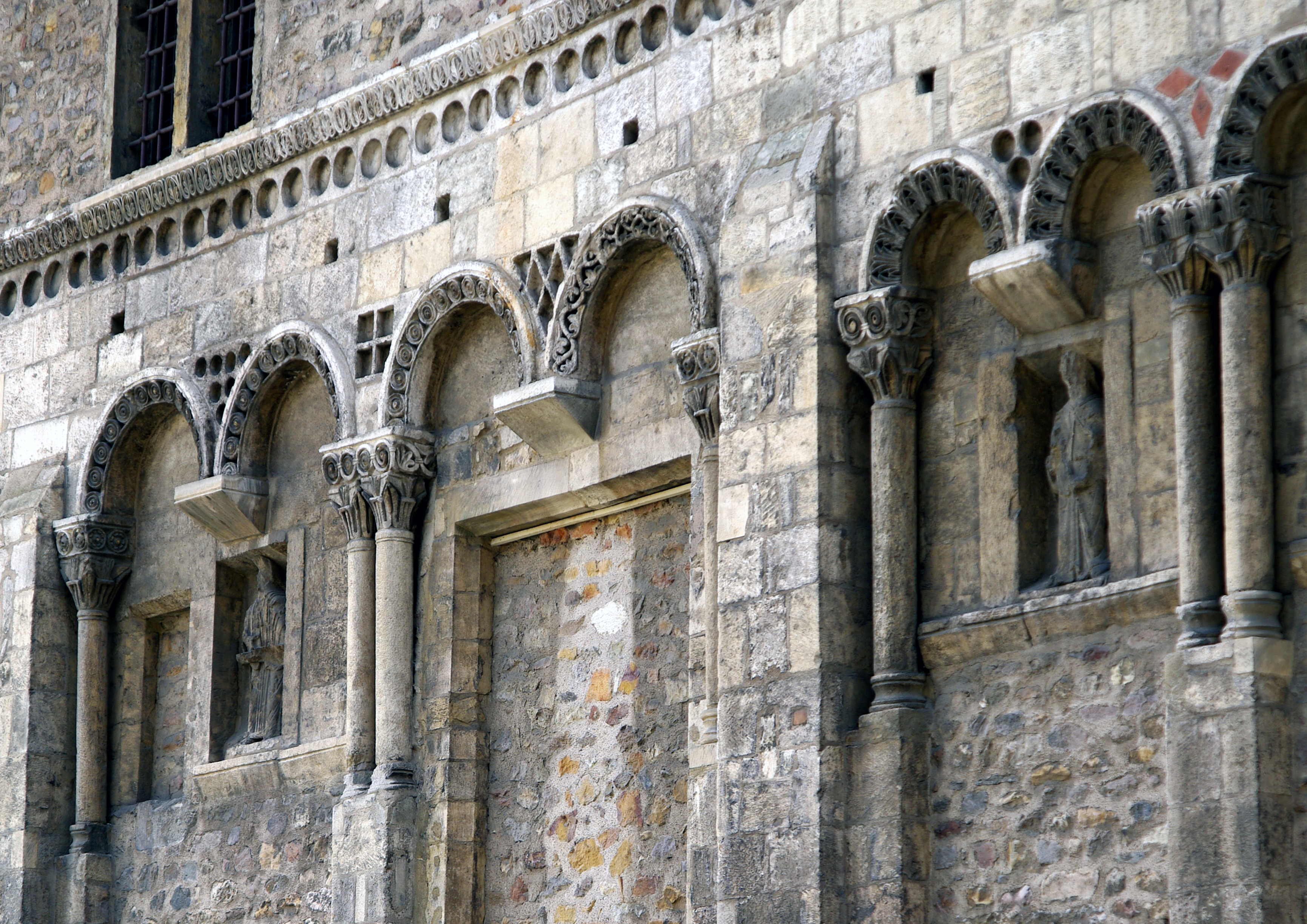
La Manécanterie jouxtant la cathédrale est bâtie au XIe siècle, avant d'être enserrée dans le « Grand cloître ».

Avant d'être dans Pierre Scize, les archevêques sont installés au palais Saint-Jean, rénové entre 1065 et 1076. Après les assauts des Guigues II de Forez en 1162, Guichard de Pontigny (1165-1180) entame la construction d'un rempart autour du quartier canonial de Saint-Jean, qui sera achevé par Jean Belles-mains. Doté de solides murs de 1,85 mètre d'épaisseur dont certains sont encore visibles et de deux tours, il était percé de cinq portes dont la plus importante, la « Porte-froc », ou « porte Frau » du latin Porta fratrum, qui signifie la porte des frères, se situe dans l'alignement de l'actuelle rue Saint Jean. L'une d'entre elles mène directement à la Saône, et est nommée la « Porte de Savoie ». Ces portes sont ouvertes chaque matin au troisième coup des matines, et fermées le soir. Cet ensemble religieux est alors nommé le « Grand Cloître ». Il contient la manécanterie, bâtie au XIe siècle.
Début XIe siècle, la construction d'un pont de pierre sur la Saône est entamé. Elle sera achevée sous l'archevêque Humbert de Lyon vers 1076, et permet le développement de la presqu'île. Il part du quartier du Change à celui de Saint-Nizier. Assez étroit (environ 7 mètres), il supporte dès l'origine sur les premières arches des maisons dotées d'étages, et abritant des boutiques au rez-de-chaussée.
Fin XIIe siècle, une clôture, dotée d'un fossé, est édifiée au nord de la Presqu'île, percée de la porte Saint Marcel.
Dans le domaine de l'aménagement urbain civil, il faut noter l'apparition progressive à cette époque de fontaines publiques, qui complètent les puits privés. Dans le même mouvement de maîtrise de l'eau, Lyon se dote à partir du XIIe siècle de nombreuses étuves publiques, dont les vertus hygiénistes les font apparaître aux abords des églises, dans les couvents ou près des hôpitaux.
De nombreuses constructions religieuses apparaissent également dans la capitale rhodanienne à cette époque. Les chapelles Sainte Marie et Saint Thomas sont édifiées à Fourvière ; tandis que Notre-Dame de la Platière, une nouvelle collégiale, est fondée sur la rive droite de la Saône.
Mais dans le domaine de l'architecture ecclésiastique, la majeure partie des chantiers ouverts sont des rénovations ou des transformations.

#### Rénovations du patrimoine religieux lyonnais

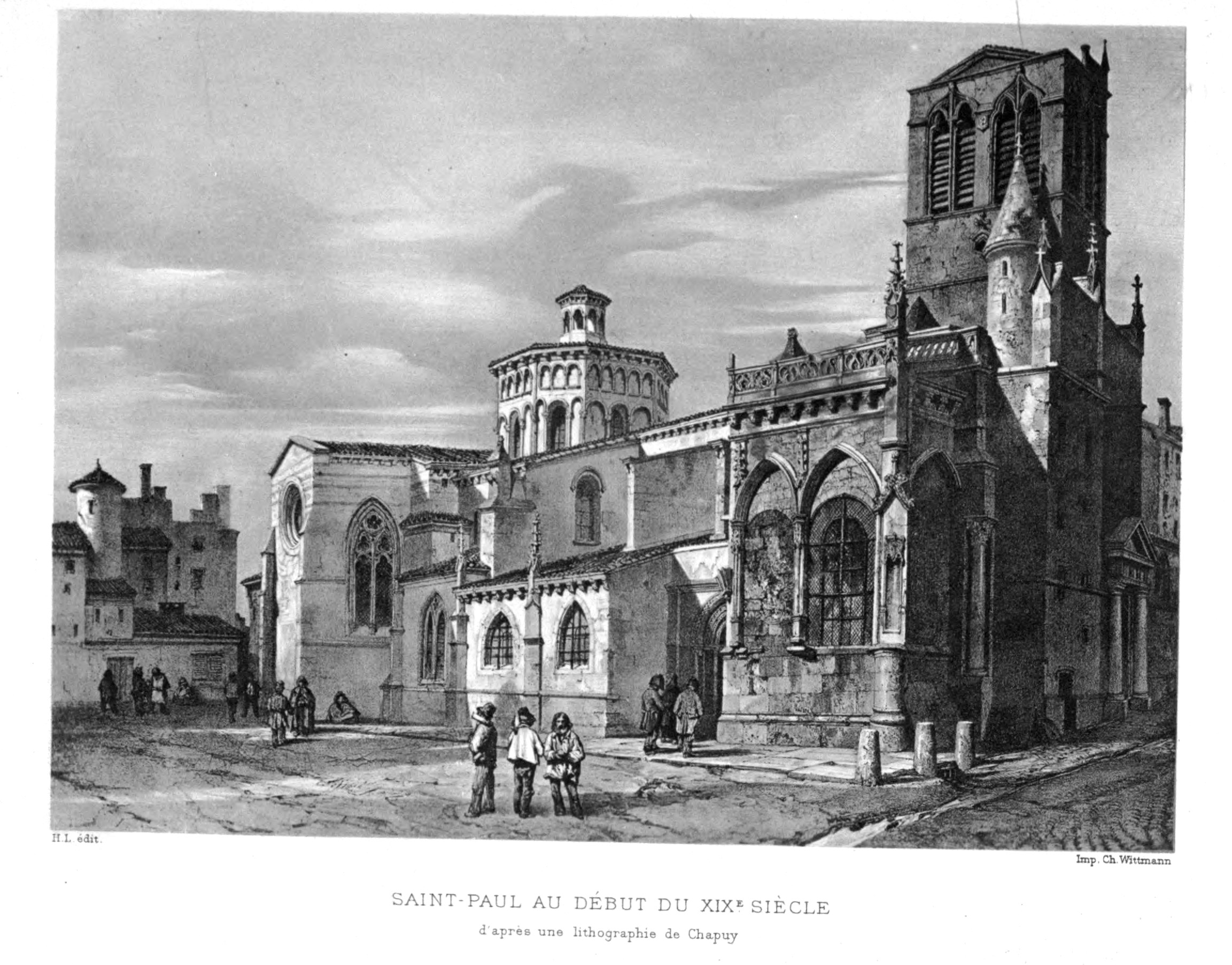
Église Saint-Paul.

Beaucoup d'édifices menacent ruine, ne sont plus adaptés ou sont l'objet d'une volonté d'embellissement : l'église de l'île Barbe, rénovée vers 1070 ; l'église d'Ainay, fin XIe ; l'église Saint-Pierre, début XIIe ; Saint-Just, dont l'église devenue trop petite est remplacée par une nouvelle, la troisième depuis le IVe siècle, durant les XIIe et XIIIe siècles (devenant ainsi la plus grande de la ville après Saint-Jean) ; l'église Saint-Paul, au cours du XIIe.

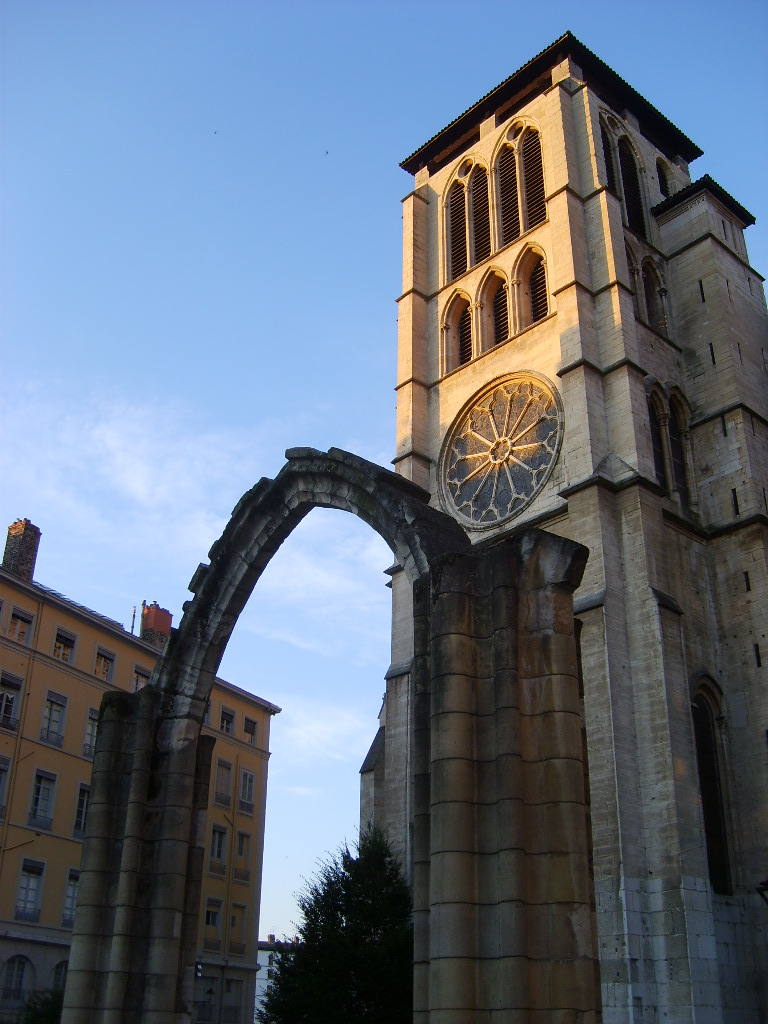
Cathédrale Saint-Jean.

Le plus gros chantier est cependant celui de la reconstruction de la cathédrale Saint-Jean, entamée dans les années 1170 par l'archevêque Guichard de Pontigny. La cathédrale change alors de dédicace ; auparavant sous le patronage de saint Étienne, elle est alors dédiée à Saint-Jean Baptiste. Immense travail, il se poursuit durant les siècles suivants. L'édifice montre le décalage entre les styles adoptés alors en vigueur dans le nord de la France et à Lyon. Alors qu'au milieu du XIIe siècle, l'Île-de-France se tourne résolument vers le gothique, les dirigeants religieux lyonnais décident de bâtir une cathédrale romane. Ce n'est qu'en cours de construction, près d'un siècle plus tard, que l'édifice est doté d'attributs gothiques (contreforts en arc-boutant, dentelles de pierre et pinacles) ; cette transition gothique se fait elle-même en deux temps ; d'abord par l'adoption d'un style angevin aux particularités techniques mal maîtrisées, puis dans le choix d'un style gothique plus mature, mais contraint par les travaux déjà engagés.

#### Avancée urbaine
Les seuls quartiers sur lesquels il est possible de distinguer une extension urbaine sont ceux de la Croix-Rousse et de Saint-Paul. À ces endroits, la population qui s'installe est suffisamment importante pour imposer la création de deux nouvelles paroisses.

### Le développement duXIIIesiècle

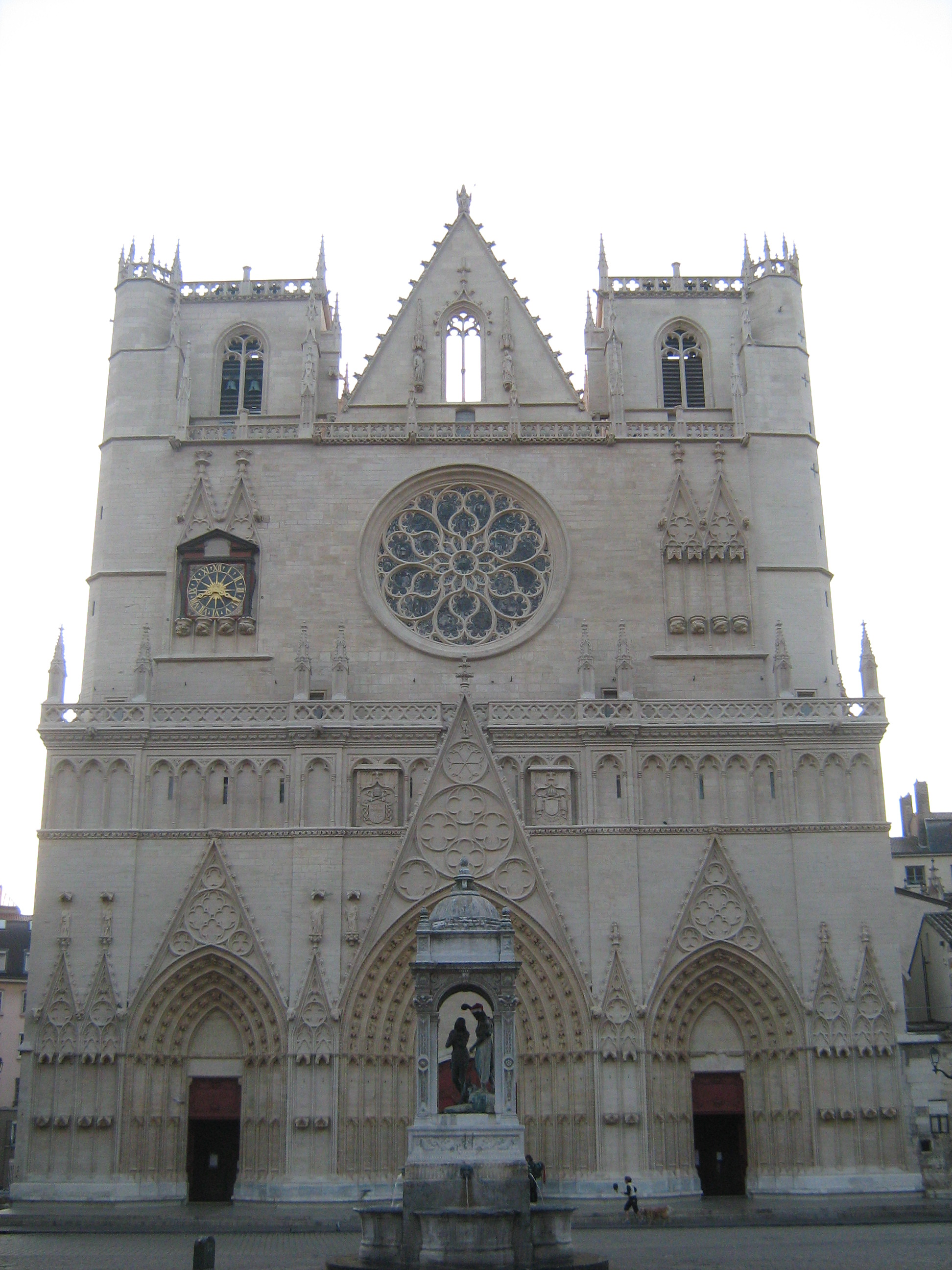
Façade de la cathédrale Saint-Jean.

Au XIIIe siècle, la cité grandit de manière visible pour les historiens. Cette croissance se réalise pour l'essentiel sur la presqu'île, qui connaît un lotissement important et plusieurs aménagements.

#### Le développement de la presqu'île
Ainsi, le sol de celle-ci, qui appartient pour la plus grande part à l'abbaye d'Ainay, bénéficie de l'intérêt bien compris des chanoines de cette dernière. De nombreuses terres qui n'étaient que cultivées sont bâties, ce qui fournit aux religieux un revenu supérieur et bien plus régulier que les revenus agricoles qu'ils en tiraient auparavant. Vers la fin du XIIIe siècle apparaissent les premières places publiques dont celle de la Platière, vers 1300.
La rive gauche du Rhône, quant à elle, ne bénéficie pas encore d'un quelconque développement urbain, à part quelques points isolés.

#### Les modifications à l'ouest de la Saône
La ville, densément peuplée sur la rive droite de la Saône n'est pas le lieu de construction importante à cette époque. Toutefois, des rénovations lourdes ont lieu.
Au sud-ouest, sur la colline, le bourg Saint-Just - Saint-Irénée voit sa muraille réaménagée. Formant un quadrilatère d'environ un kilomètre de côté, elle est haute de dix à douze mètres, et épaisse de plus d'un mètre. Elle comporte un chemin de ronde crénelé, des archères dans son flanc et une tour carrée tous les cinquante mètres environ. Cette défense est complétée d'un fossé profond et de deux portes, celle de Trion à l'ouest et celle de Saint-Irénée au sud. Le cloître Saint-Just, enserré dans ces propres murailles, dispose lui également d'une porte vers la cité, la porte du Pont-levis. La qualité de cet ensemble fortifié permet de protéger les chanoines de Saint-Jean lors d'émeutes populaires, et de servir de résidence aux papes de passage à Lyon.

#### Les grands chantiers du siècle
Le plus gros chantier de la ville est la construction de la cathédrale Saint-Jean. Entamé au XIIe siècle, le travail se poursuit, avec l'édification de travées, de verrières et des deux rosaces du transept.
L'autre grande affaire urbanistique du XIIIe siècle lyonnais est la construction du pont sur le Rhône. Entamé à la fin du XIIe siècle, le chantier est financé par des dons, des legs et des offrandes faites à la chapelle édifiée à l'extrémité du pont sur la rive gauche. Achevé en 1183, le premier pont en bois s'effondre sous le passage des croisés en 1190. Reconstruit en partie en pierre et en partie en bois, il subit tout le long du siècle de nombreux dégâts et sa construction n'est réellement achevée qu'au début du XIVe siècle.

## Démographie
Sur l'ensemble de la période, l'estimation du nombre d'habitants est impossible, aucune source n'apportant les informations nécessaires. Il est seulement possible de penser que la population est restée stable durant les XIe et XIIe siècles.
Au XIIIe siècle, la population de la ville croît enfin franchement. Cela se voit à plusieurs indices indirects, les sources écrites ne permettant pas de quantifier le phénomène. En premier lieu, l'extension du bâti urbain dépasse largement les nécessités d'un simple accroissement naturel des habitants de la cité. Par ailleurs, le nombre d'hôpitaux augmente nettement, passant de cinq à douze sur le siècle. Une autre indication de l'accroissement de la population est l'installation d'un grand nombre de couvents d'ordres nouveaux qui accompagnent les limites de l'urbanisation (surtout pour les ordres mendiants). Enfin, et même si sa construction subit bien des aléas, le pont sur le Rhône est à coup sûr un facteur de développement.
Cependant, à l'époque du rattachement de la ville au royaume de France (1312), un document de l'époque indique que Lyon n'est qu'une petite agglomération de 3 300 feux, comme l'affirme l’Avisamenta destinée à chiffrer les réparations dues par le roi à l'archevêque pour les déprédations commises durant le siège de Lyon. Le document, quoique partial car cherchant à minimiser ces réparations, affirme en outre que cette taille fait de Lyon une ville alors comparable à Montpellier, Nîmes, Béziers, Narbonne, Carcassonne, Toulouse, Cahors, Figeac, Périgueux, Tours, Poitiers, Orléans, Bourges, Chartres, Rouen, Caen, Reims, Amiens, Sens et Nevers.

## Les institutions politiques
L'équilibre entre les pouvoirs politiques locaux met très longtemps à évoluer, contrairement à ce qui se fait dans une grande partie des villes médiévales. Il faudra des décennies de lutte entre les forces ecclésiastiques et bourgeoises pour qu'une charte donne à ces derniers un vrai pouvoir politique. Ce sera au prix de l'indépendance de la cité, qui passe sous le giron du roi de France.
Durant toute la période du Moyen Âge central, la force politique principale de Lyon est l'Église, comprenant l'archevêque, d'une part et les chanoines de la cathédrale d'autre part. Ces deux institutions aux intérêts extrêmement entremêlés vont périodiquement se soutenir et se déchirer, pour finalement être violemment combattues par les bourgeois lyonnais.

### Le maître de la cité: l'archevêque

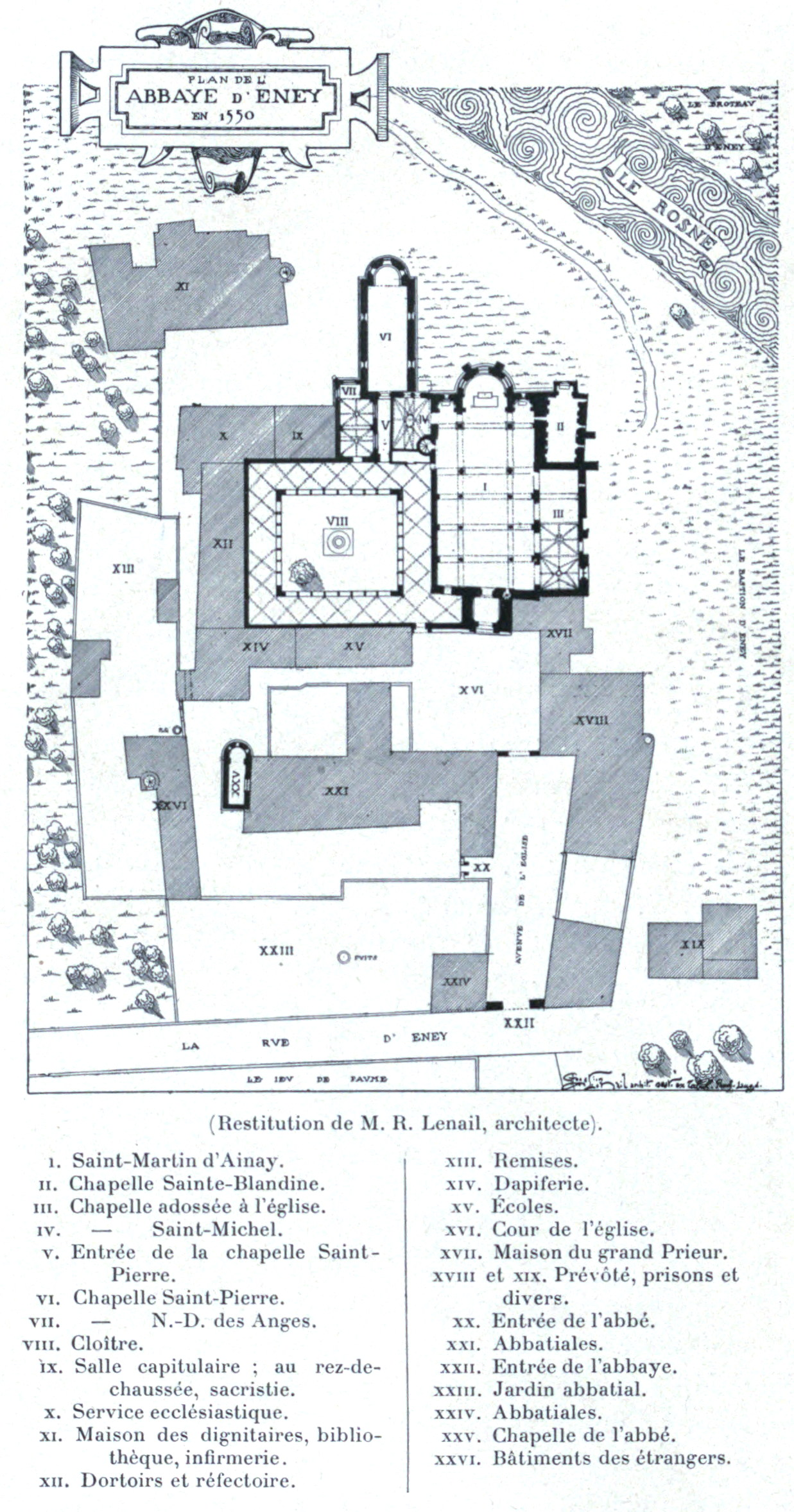
Plan de l'abbaye Saint-Martin d'Ainay.

Les sources traduisent une rupture profonde avec les usages carolingiens à partir de l'épiscopat de Bourchard qui apparait comme un véritable « principat ». Le fils illégitime du roi y semble investi localement d'une autorité supérieure d'essence religieuse qui permettrait de qualifier son gouvernement de véritable régime théocratique, très éloignée des institutions épiscopales des villes d'Empire.
Durant les XIe et XIIe siècles, les maîtres de la cité sont les archevêques occupant la fonction d'un véritable juge-gouverneur.
Sur cette période, dix-huit prélats ont été investis. La grande majorité d'entre eux a donc été régulièrement élue, et sont donc représentatifs de la volonté du chapitre cathédral. Les interventions impériales et papales furent exceptionnelles et en lien avec des crises successorales aux conséquences politiques graves (Odolric en 1041, Halinard en 1046, Guichard en 1165).

#### Le pouvoir temporel
Les pouvoirs de police et de justice sur Lyon et le Lyonnais paraissent avoir été initialement partagés entre l'archevêque et le comte jusqu'au XIIe siècle. L'étendue des juridictions de l’episcopatus et du comitatus (justice, coutumes, péages, droit de battre monnaie) a été l'objet, comme d'ailleurs dans le reste de la région, d'un conflit chronique qui s'acheva par la vente des terres publiques du comte en 1173 et par l'accession de son fils au trône épiscopal.
Par ailleurs, le prélat tenait de vastes terres dans les environs de Lyon qui, bien gérées, drainent de solides revenus vers la cité et les institutions ecclésiastiques. Une charte de 984 permet de connaître l'étendue des fiefs tenus par le maître de Lyon. Outre le Lyonnais, il dispose de terres dans le Grésivaudan, le Viennois, le Sermonens, autour de Voiron et de Tullins, l'Escuens, autour de Lons-le-Saunier et le Portois, aux sources de la Saône.
Durant les trois siècles du Moyen Âge central lyonnais, les archevêques fortifient et étendent leur puissance féodale. Ils acquièrent surtout des fiefs près de Lyon. Vers le nord, ils sont situés dans les Monts d'Or, autour d'Anse, du Bois-d'Oingt, de Saint-Symphorien-sur-Coise ; vers le sud près de Givors, d'Ampuis, de Condrieu.

#### La création de la primatie des Gaules
Le prestige du trône épiscopal se trouve également renforcé par une nouvelle distinction : Gébuin (1077-1082) reçoit de la part de Grégoire VII le titre (ou sa confirmation) de primat des Gaules. Ce titre englobe les territoires des quatre provinces romaines délimitant la Gaule à l'époque : Lyon, Rouen, Tours et Sens. Il n'est accepté qu'à Tours, l'archevêque de Sens, soutenu par le Roi de France, refusant cette prééminence, allant jusqu'à la réclamer pour lui-même. Toutefois, cette distinction reste très théorique, elle n'accorde pas de pouvoirs juridiques ou institutionnels. Ainsi, durant un siècle, aucun archevêque lyonnais ne décide de la faire figurer dans sa titulature.

### Les chanoines lyonnais, l'autre autorité temporelle lyonnaise
L'archevêque n'est toutefois pas la seule force politique à Lyon. Elle trouve en face d'elle les chanoines des plus grands chapitres de la ville, et surtout du premier d'entre eux : celui de Saint-Jean. Ces chanoines possèdent une fortune foncière importante, des droits seigneuriaux notables et ne veulent pas se laisser réduire par un évêque trop entreprenant. À partir du XIIe siècle, le chapitre cathédral, composé essentiellement de nobles, constitue un corps puissant qui compte de plus en plus dans la politique locale. Ainsi, même si les chanoines doivent tous jurer fidélité à l'archevêque, ce dernier doit lui aussi, avant d'entrer en fonction, jurer devant le chapitre d'observer tous les engagements de ses prédécesseurs, les statuts de l'Église de Lyon, d'accepter les franchises et immunités du chapitre,.
Les chapitres et abbayes lyonnais disposent de terres nombreuses. Les chanoines d'Ainay, par exemple, sont bien pourvus dans la basse vallée d'Azergues, et au sud-est immédiat de Lyon, les moniales de Saint-Pierre tiennent des terres dans le Bas-Dauphiné ou le chapitre de l'île Barbe développe ses fiefs dans le sud de la Dombes, le Forez et la Drôme.

### La pérennité du pouvoir ecclésiastique

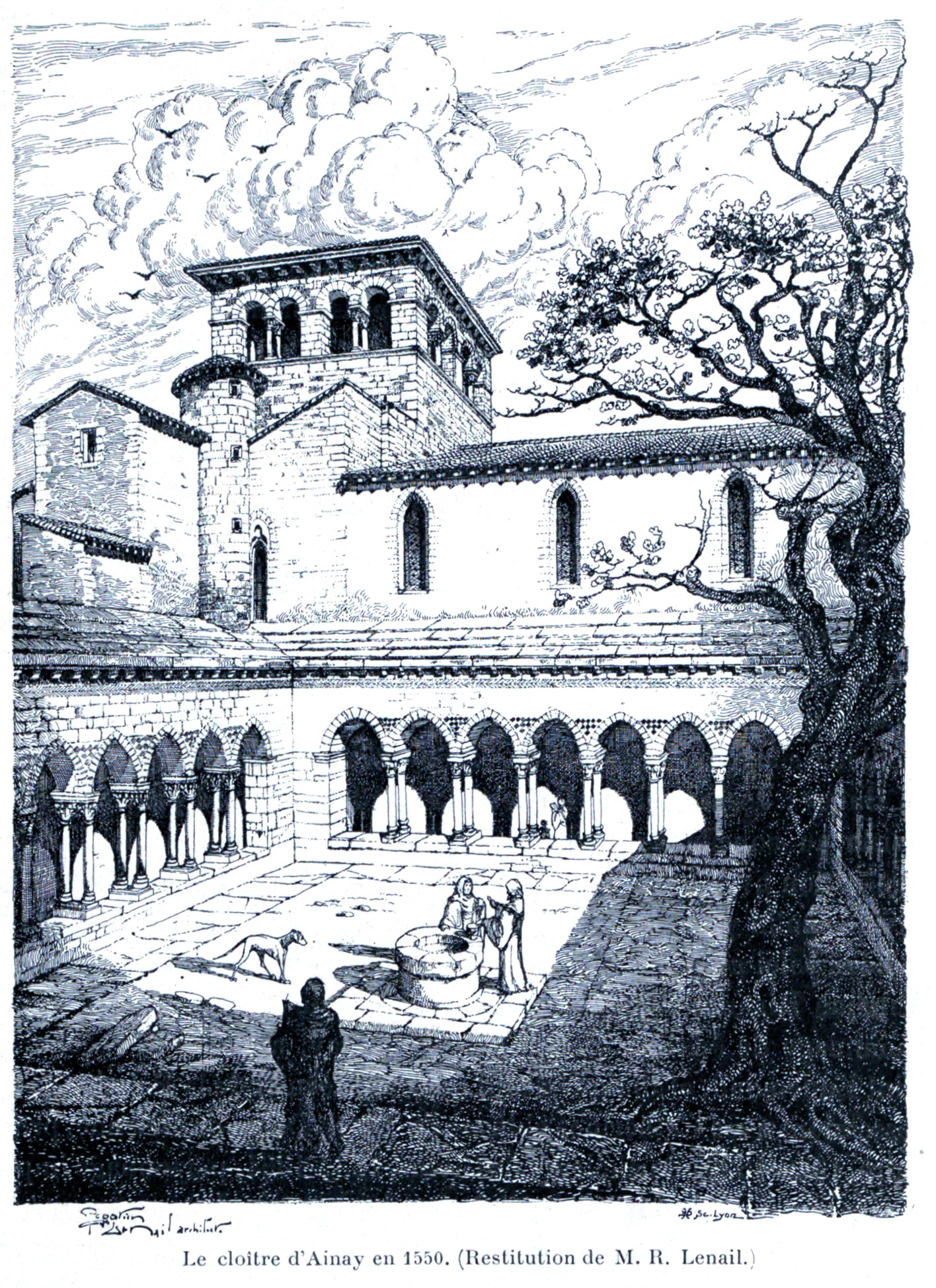
Le cloître d'Ainay en 1550, reconstitution.

La zone d'influence politique des seigneurs de Lyon est restreinte. Ils possèdent peu de places fortes loin du comté du Lyonnais lui-même. Mais à l'inverse, ils sont tout-puissants au sein de celui-ci, excepté dans les environs de Tarare, où l'abbaye de Savigny règne largement. Ce pouvoir est autant un pouvoir politique qu'économique. Les seigneurs de Lyon possèdent la plupart des châteaux, siège de la haute justice, et tiennent en lien vassalique un grand nombre de familles nobles locales. Cette domination seigneuriale implique un drainage vers Lyon de grandes quantités de revenus.
Le XIIIe siècle est une période de prospérité pour les seigneurs lyonnais. Ils profitent des passages des papes, et des conciles (1245 et 1274), pour obtenir des faveurs. Ils utilisent leur fortune, et les difficultés des nobles pour arrondir leurs possessions. Ils améliorent méthodiquement l'administration de leurs biens, du point de vue fiscal, militaire comme judiciaire. Pour cela, ils perfectionnent le système de l'obéance. Soucieux de tenir en main leurs hommes, ils sillonnent régulièrement leurs juridictions, séjournant dans leurs châteaux pour y rendre justice et vérifier les comptes.
Mais cette puissance commence à être contestée de l'intérieur de la ville par les bourgeois qui tentent de trouver une place dans l'administration de leur cité. Pour préserver leur domination, les chanoines ferment progressivement l'accès aux institutions maîtresses, les chapitres de Saint-Jean et de Saint-Just. La cooptation devient la règle, entre des familles bientôt toutes nobles, et un numerus clausus est instauré. « Les neveux siègent à côté des oncles en attendant de prendre leur place ». Cette fermeture est autant tournée contre le patriciat urbain, que contre les chanoines imposés de l'extérieur soit par des papes de passage, soit par des archevêques venus de l'extérieur du microcosme lyonnais.
Les bourgeois lyonnais se tournent alors vers l'église Saint-Nizier, qui obtient en 1306 un chapitre de l'archevêque Louis de Villars, mais cette église n'a pas le prestige et le pouvoir des anciennes fondations.

## Histoire politique de Lyon au Moyen Âge central
Durant le Moyen Âge central, la vie politique de Lyon est dominée par la figure de l'archevêque, principal maître de la ville et de ses environs. Situés sur une frontière où les puissants de l'époque, rois de France ou empereurs, ne peuvent imposer leur influence, ils jouissent d'une importante autonomie dans la gestion de leur affaire importante, comme le dit Jean Belles-mains : « Nous ne croyons pas qu'on trouve facilement une autre Église qui jouisse d'une aussi grande liberté des deux côtés à la fois ».
Cette toute-puissance est contrebalancée par des forces politiques contre lesquelles les prélats successifs tentent de prendre le dessus, avec des fortunes diverses. Les trois forces politiques adverses qui menacent le trône archiépiscopal sont le comte du Forez, le chapitre cathédral et les bourgeois de la ville.

### Autour de l'an mil: le rattachement théorique de Lyon à l'Empire romain germanique

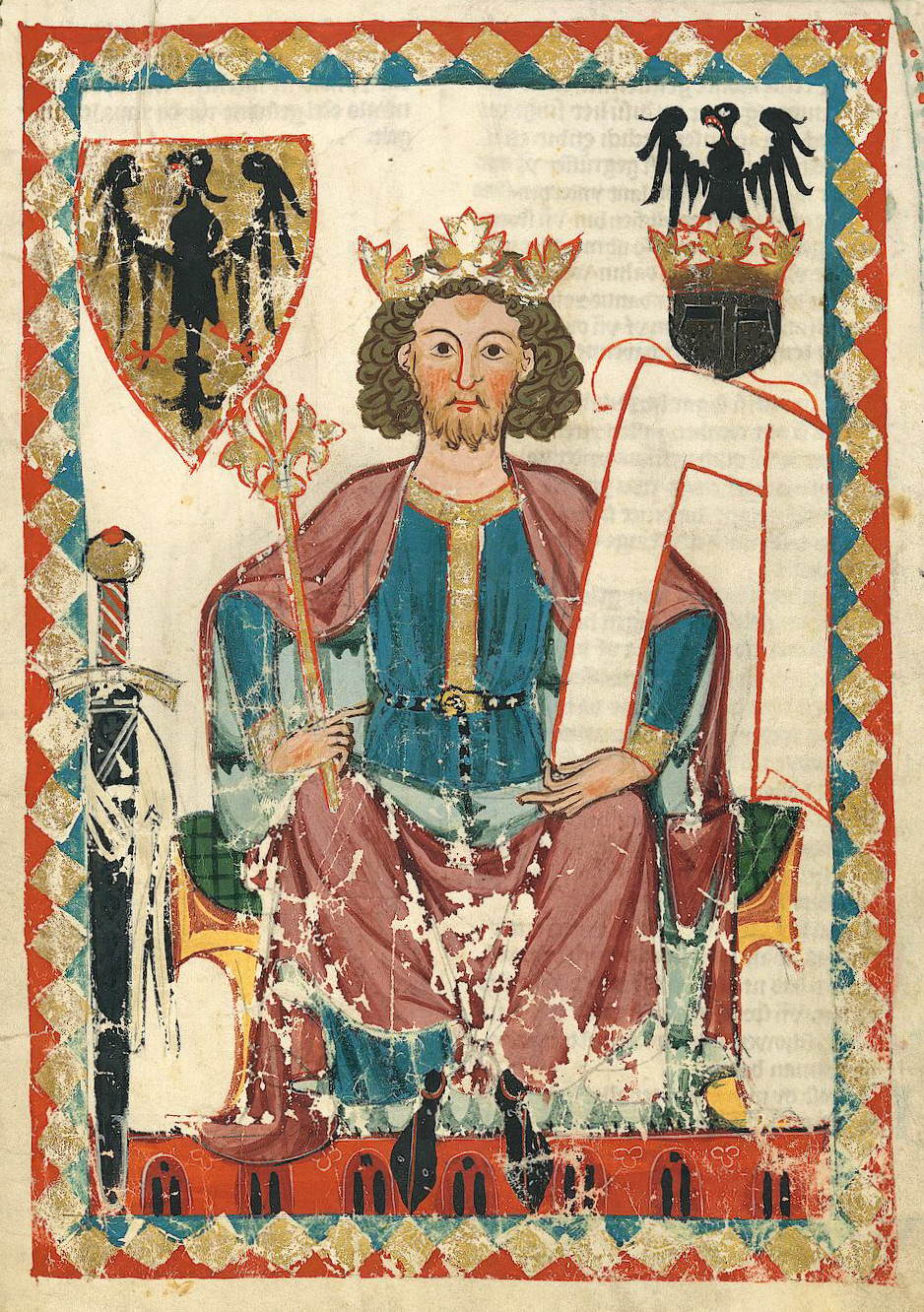
Henri VI (Codex Manesse, vers 1300).

Lorsqu'en 1032 Conrad II le Salique est désigné roi de Bourgogne, l'archevêque de Lyon Buchard III se ligue avec son opposant Eudes II de Blois. Mais la défaite de ce dernier scelle le rattachement, tout théorique cependant, de la partie orientale de Lyon à l'Empire ottonien,. En effet, les empereurs s'intéressent peu à la cité. Sur toute la période, seules deux visites ont lieu : Frédéric Barberousse en 1178 et Henri VI en 1188. De même, ils interviennent rarement sur les élections épiscopales. Durant ces trois siècles, seuls Odolric et Halinard sont imposés par l'empereur Henri III ; et encore est-ce sur la demande du chapitre pour trancher une situation complexe.
Lyon restera attaché à l'Empire 280 ans, de 1032 au 13/04/1312, quand Pierre de Savoie signera un traité où il devra consentir le rattachement de Lyon à la justice royale.

### XIeetXIIesiècles: la lutte contre lescomtes de Forez
L'opposition entre les forces de l'Église lyonnaise et les puissantes familles féodales locales s'inscrit à la fois dans un contexte régional d'affaiblissement irréversible du pouvoir royal et de montée en puissance des familles comtales chargées de la protection de l'episcopatus, qui vont désormais s'opposer les unes aux autres pour les sièges épiscopaux.
Elle s'inscrit également dans un contexte plus général de lutte de l'Église en Europe pour s'affranchir de la tutelle des forces laïques et tenter de les dominer. Le mouvement de la réforme grégorienne et son point culminant avec la querelle des Investitures eurent des répercussions directes sur la situation lyonnaise.

#### Situation en l'an mil

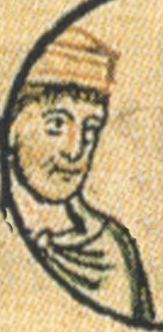
Rodolphe III de Bourgogne.

Aux alentours de l'an mil, le trône épiscopal reconquiert une puissance temporelle locale importante probablement au détriment des autres familles féodales locales. Il y parvient car deux prélats successifs, Burchard I et Burchard II, sont apparentés de près au trône de Bourgogne, ce qui leur donne l'appui politique nécessaire. Burchard II, notamment, est ainsi archichancelier de son père Conrad III de Bourgogne et dispose d'appuis politiques importants (il est ainsi le demi-frère de Rodolphe III de Bourgogne, d'Anselme évêque d'Aoste et de son fils Bucard archevêque de Vienne).
C'est probablement lors de l'accession de son fils illégitime à la dignité épiscopale que le roi Conrad rétablit la fonction comtale, vacante depuis la mort de Hugues le Noir, en la personne du jeune Artaud. Issu de l'aristocratie locale qui gravitait autour du marquis-comte et de la lignée vicomtale, solidement établie à Lyon, en Forez et en Mâconnais, il établit avec l'accord de l'archevêque la nécropole familiale de la lignée comtale lyonnaise dans l'église Saint-Irénée vers 993,.

#### XIesiècle

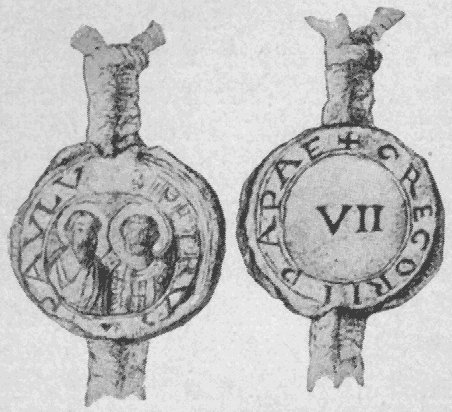
Sceau du pape Grégoire VII, sous le règne duquel le comte du Forez est excommunié.

Au début du XIe, alors que l'autorité royale, déjà affaiblie par l'ingérence ottonienne, disparait définitivement à la mort de Rodolphe en 1032, l'ancienne dynastie comtale lyonnaise tente de garder les terres et les droits associés à la fonction épiscopale dans son aire d'influence.
À la mort de Burchard II, la famille comtale lyonnaise perd son principal soutien et voit les autres maisons comtales de la région, déjà bien implantées dans les archevêchés, jeter leur dévolu sur le siège épiscopal lyonnais. Ainsi, Géraud essaya vainement d'installer son fils sur le trône archiépiscopal promis à Burchard III fils d'Humbert, comte de Maurienne et de Savoie. Lorsque Burchard d'Aoste, s'étant opposé à l'Empereur Henri III le Noir, est déposé, l'empereur intervient et nomme Odolric en 1041, auquel le comte se rallie et qui ramène la paix dans la région.
Les deux archevêques suivants, Odolric et Halinard, bénéficiaient de l'appui de l'Empereur, leurs successeurs bénéficieront de celui des papes. En effet, à partir du milieu du siècle, la papauté s'engage dans une politique de libération vis-à-vis des forces laïques et dans une volonté de réforme de l'Église. La réforme grégorienne est annoncée dans la région par le voyage de Léon IX vers 1050. Dès les années 1060, les légats pontificaux tiennent conciles et synodes pour promouvoir la liberté des archevêques et condamner les prélats et abbés simoniaques.
Toutefois, l'éloignement d'Odolric et d'Halinard de la ville permet au comte Artaud de retrouver des appuis dans la ville lyonnaise. Face à la défaite annoncée de la maison comtale il tente ainsi d'empêcher les élections de Geoffroy et d'Humbert avec l'appui du chapitre.
Dans le contexte de la querelle des investitures, Humbert obtient l'excommunication d'Artaud III et du sire de Beaujeu (ralliés au parti impérial) lors du synode de Latran de 1076. L'empereur dépêche Guillaume Ier de Bourgogne afin de résoudre le conflit. Ainsi, une assemblée de paix tenue à Tassin disposa vraisemblablement du partage entre les deux puissances de certains droits (de péages notamment), et la frappe de la monnaie est reconnue comme prérogative exclusive de la puissance épiscopale. Philippe Pouzet note enfin l'abandon, même si c'est temporaire, par la lignée du titre de « comte de Lyon », pour ne plus arborer celui de « comte du Forez » à partir de cet accord. L'effacement de la dynastie comtale en Lyonnais est renforcé par la vigueur et l'ambition des archevêques succédant à Humbert tout autant que par la montée en puissance des comtes de Bourgogne.

#### XIIesiècle

Blason des comtes de Forez de la famille d'Albon, reprenant le dauphin du Dauphiné.

Après cet accord, et durant une longue période, la paix de Dieu semble s'imposer, en partie à cause de problèmes internes à chacun d'entre eux. La première dynastie des comtes de Forez s’éteint en 1115 et c'est Guy Ier de Forez, un cousin du dernier comte, qui hérite du comté. Celui-ci fait partie de la maison d'Albon dont sont issus les dauphins du Viennois. De son côté, l'archevêque entre en conflit avec l'abbaye de Savigny, qui est alors l'une des principales puissances dans le Lyonnais, vers 1111-1113.
Le XIIe siècle voit alors le conflit entre les deux forces politiques se porter au conflit ouvert sur fond lutte entre le sacerdoce et l'Empire : l'archevêque rejoint le parti impérial, alors que le comte se rallie au pape. Cette période troublée voit l'émergence d'une nouvelle force politique : le chapitre cathédral.

##### 1157-1167: La guerre entre le comte et l'archevêque

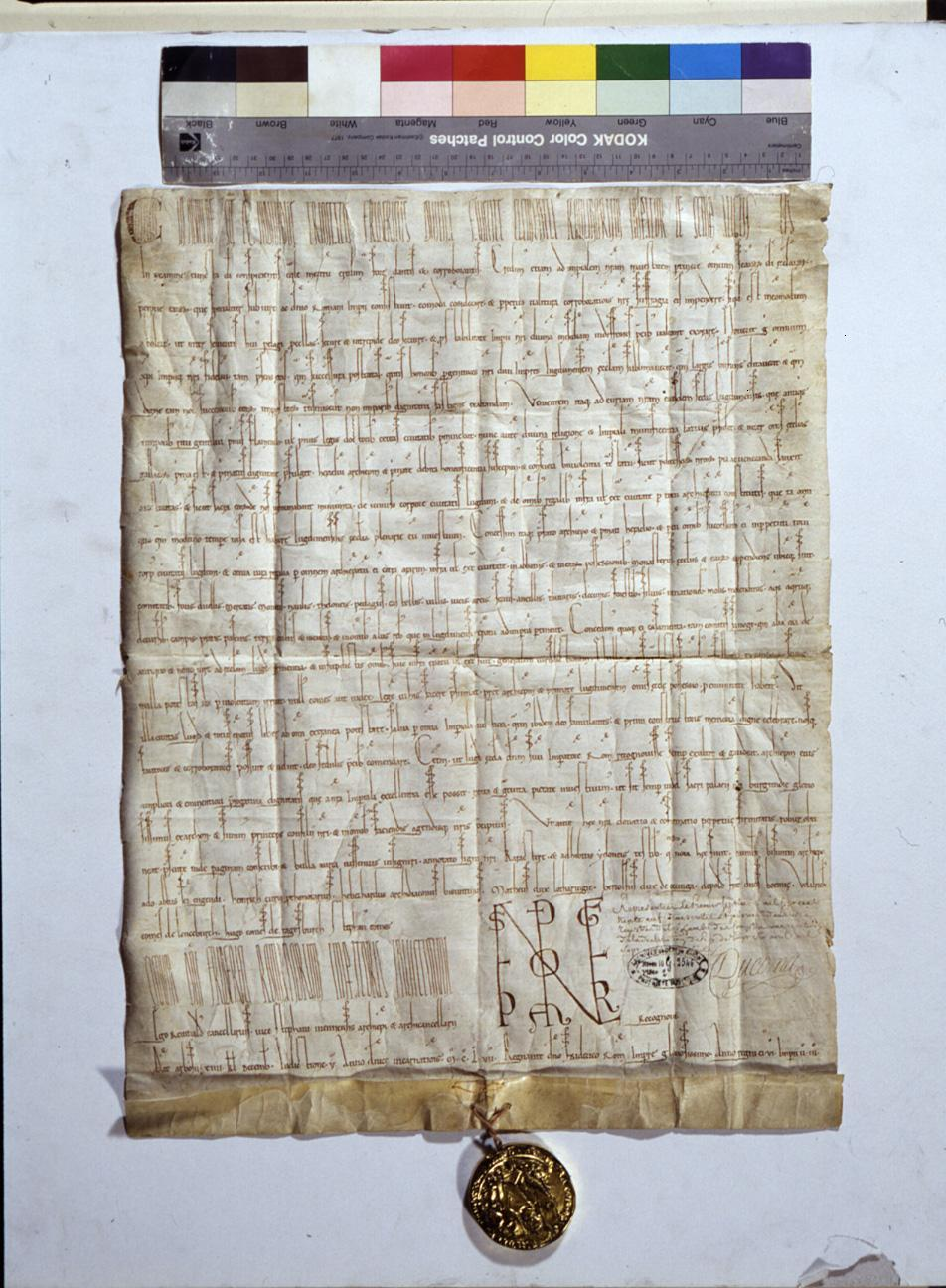
La bulle d'or, conservée aux archives départementales de Lyon ; cote 10 G 2546

Les oppositions s'exacerbent donc à nouveau au milieu du XIIe. En 1157, l'archevêque Héracle de Montboissier se rend à une réunion organisée par l'Empereur Frédéric Barberousse comprenant tous les dignitaires civils et religieux du royaume de Bourgogne, qu'il a intégré dans son domaine depuis son mariage avec Béatrice Ire de Bourgogne. Il donne à Héracle le 18 novembre un diplôme impérial, scellé solennellement d'une bulle d'or,. Par ce texte, l'archevêque se voit garantir la jouissance de l'intégralité des pouvoirs, à Lyon et dans tout le diocèse à l'est de la Saône. Il sera le casus belli de la reprise des hostilités entre l'archevêque et le comte.
Ce texte juridique, venant après des décennies de désintérêt de la part de l'autorité impériale pour la cité rhodanienne, a une triple utilité pour l'empereur. Il s'agit d'affirmer son autorité en Bourgogne après son mariage avec Béatrice, de rappeler aux villes de l'empire que tout pouvoir qu'elles exercent vient d'une délégation de sa part et de se constituer un réseau d'obligés parmi l'Église en prévision d'un conflit très probable avec la papauté. Mais ce texte a également une origine plus directe. En effet, le comte de Mâcon vaincu dans l'année par Guy II du Forez est un oncle par alliance de Frédéric Barberousse. Or, comme le comte du Forez fut placé par son père sous la protection du roi de France, il s'agit pour l'empereur de renforcer des vassaux contre un adversaire.

Blason de la famille de Montboissier.

La bulle d'or rompt de fait tout accord antérieur, en restituant l'ensemble des droits (juridiques, financiers et monétaires) sur la ville de Lyon à l'archevêque. Pire, elle évince explicitement toute ingérence du comte dans les affaires de la cité par la formule : « Que nul comte ou juge ne s'avise de faire la loi sur ces terres, sinon l'archevêque et primat de Lyon ».
Les deux forces se dressent l'une face à l'autre et une bataille a lieu l'année suivante. Héracle prend les devant et met le siège devant la place forte d'Yzeron. Des historiens avancent l'hypothèse que l'initiative de l'attaque est à mettre au crédit du comte du Forez, mais c'est inexact. L'armée de l'archevêque est battue par celle de Guy II et de la maison d'Albon. En 1162, le comte de Forez prend Lyon, poussant Héracle à la fuite. Ce dernier se réfugie d'abord à la Chartreuse de Portes, puis auprès de l'empereur qui se trouve à Pavie.
L'empereur ordonne au comte de Mâcon Gérard de soutenir l'archevêque. Les terres de Guy II sont à leur tour envahies et le comte s'étonne de l'absence de réaction du roi de France Louis VII, espérant l'appui contre l'archevêque de Lyon d'un souverain qui hésite à intervenir contre l'empereur. Des négociations s'ouvrent pour résoudre le conflit, le pape Alexandre III, toujours en conflit avec Frédéric Barberousse, parvint à faire conclure une paix éphémère entre les deux comtes à Cluny en 1163. Héracle parvient alors à retourner à Lyon et y meurt en octobre 1163

##### Le schisme lyonnais

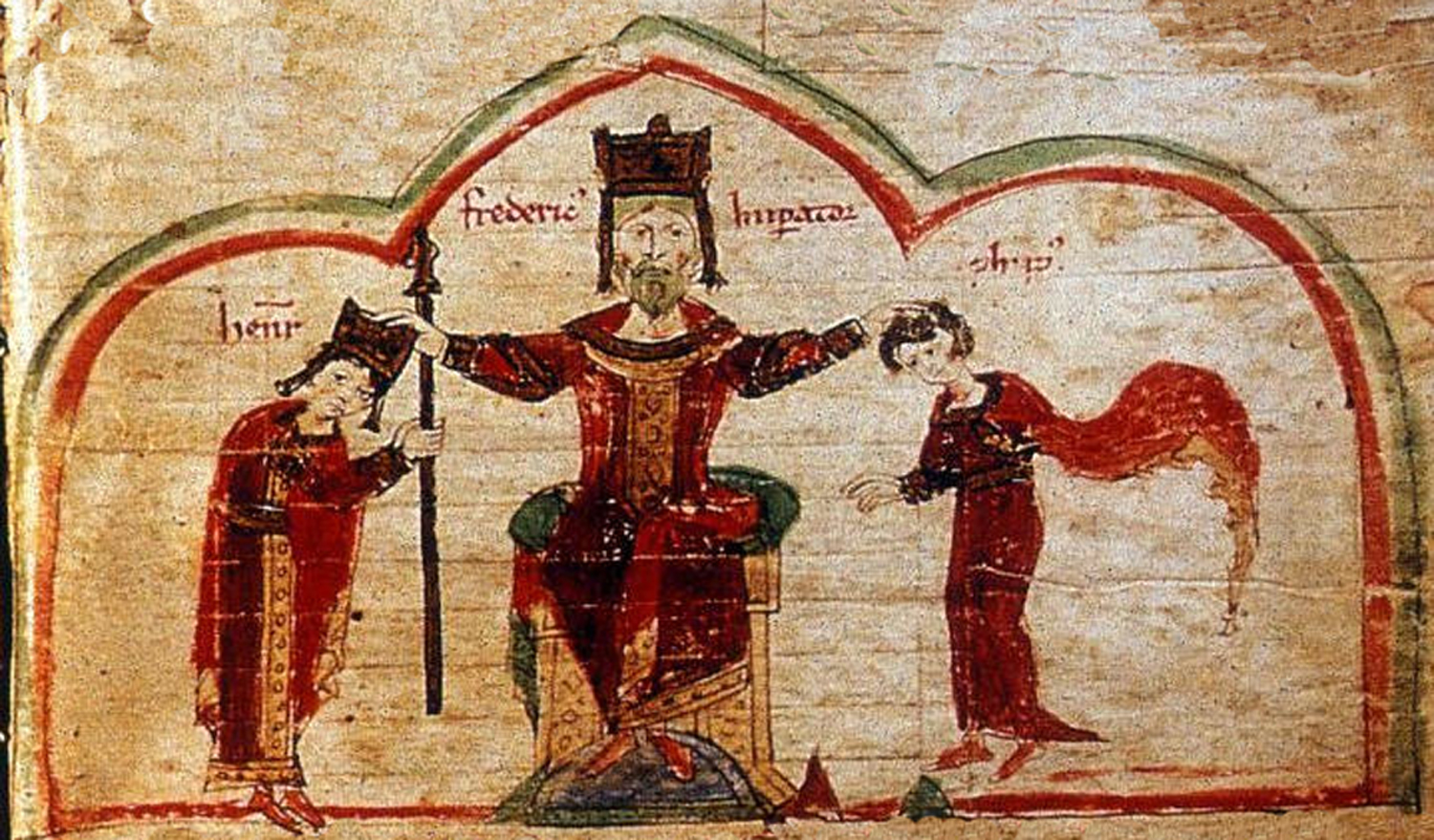
Miniature représentant Frédéric Barberousse.

Après le décès d'Héracle, le chapitre cathédral choisit en 1164 pour lui succéder un fidèle de l'empereur et proche de l'antipape Victor, qui n'a pas pourtant de grandes qualités religieuses malgré son statut d'archidiacre du chapitre : Dreux de Beauvoir. Il s'agit d'un candidat de compromis entre les chanoines électeurs partisans de l'empereur et ceux partisans du pape Alexandre. Celui-ci n'est pas consacré par le pape Alexandre III, qui le reconnait néanmoins un moment comme archevêque. Frédéric Barberousse lui demande de construire une place forte à Lyon, lui envoyant des subsides pour cela par l'intermédiaire de son chancelier Renaud de Dassel. Non consacré, menacé par une partie des chanoines de la cathédrale, Dreux tente de se tourner vers Louis VII en lui envoyant une lettre défendant sa position. Elle n'a pas d'effet. Dreux parvient néanmoins à se maintenir malgré la consécration de Guichard par Alexandre III en août 1165, en s'appuyant sur le comte de Mâcon et de ses partisans.
Pourtant, dès 1165, une partie du chapitre décide d'élire un autre archevêque, Guichard, qui est alors abbé de Pontigny, mais il ne peut venir à Lyon tout de suite. Cette élection est soutenue par Alexandre III. « le schisme pontifical se double ainsi d'un schisme épiscopal ». Cette division n'est pas unique dans la région, l'Église de Grenoble ayant connu également deux évêques, et l'abbaye de Cluny deux abbés,.
Au printemps 1167, soutenu par Louis VII qui l'a reçu à la cour et lui a concédé les droits régaliens pour un ensemble de places fortes en Forez et en Jarez et par Alexandre, le comte prend Lyon.

##### L'accord de 1167 entre le chapitre cathédral et le comte du Forez
En 1167, le chapitre cathédral se débarrasse enfin de Dreux et conclut un accord avec le comte du Forez.
Ce premier accord, signé sous l'égide de Pierre II de Tarentaise, est extrêmement généreux pour le comte du Forez. Le partisan du pape recouvre la même autorité judiciaire et politique que l'archevêque sur Lyon. Négocié directement avec les chanoines par Guy II, en présence de Guichard, il est le reflet de la position de force du comte au sein du chapitre. Il contrecarre directement la Bulle d'or de 1157, ne remettant pas en cause les pouvoirs de l'archevêque sur l'est du diocèse mais rétablissant un partage des pouvoirs sur la ville elle-même. L'ensemble des droits régaliens sont déclarés communs au comte et à l'archevêque. De même, la gestion des points stratégiques est faite par les deux forces politiques. L'accord prévoit également qu'en cas de différend, l'arbitrage doit avoir lieu avec les chanoines. Ces derniers, qui n'avaient jusqu'alors aucun poids politique, acquièrent un rôle d'arbitre dans la gestion de la ville.
Le traité fut toutefois ingérable en pratique. Le nouvel archevêque rétablit un pouvoir politique réel au chapitre cathédral, forçant le prélat à accepter un nouvel acteur dans la cité.

##### 1173: La «Permutatio» et la paix en Lyonnais

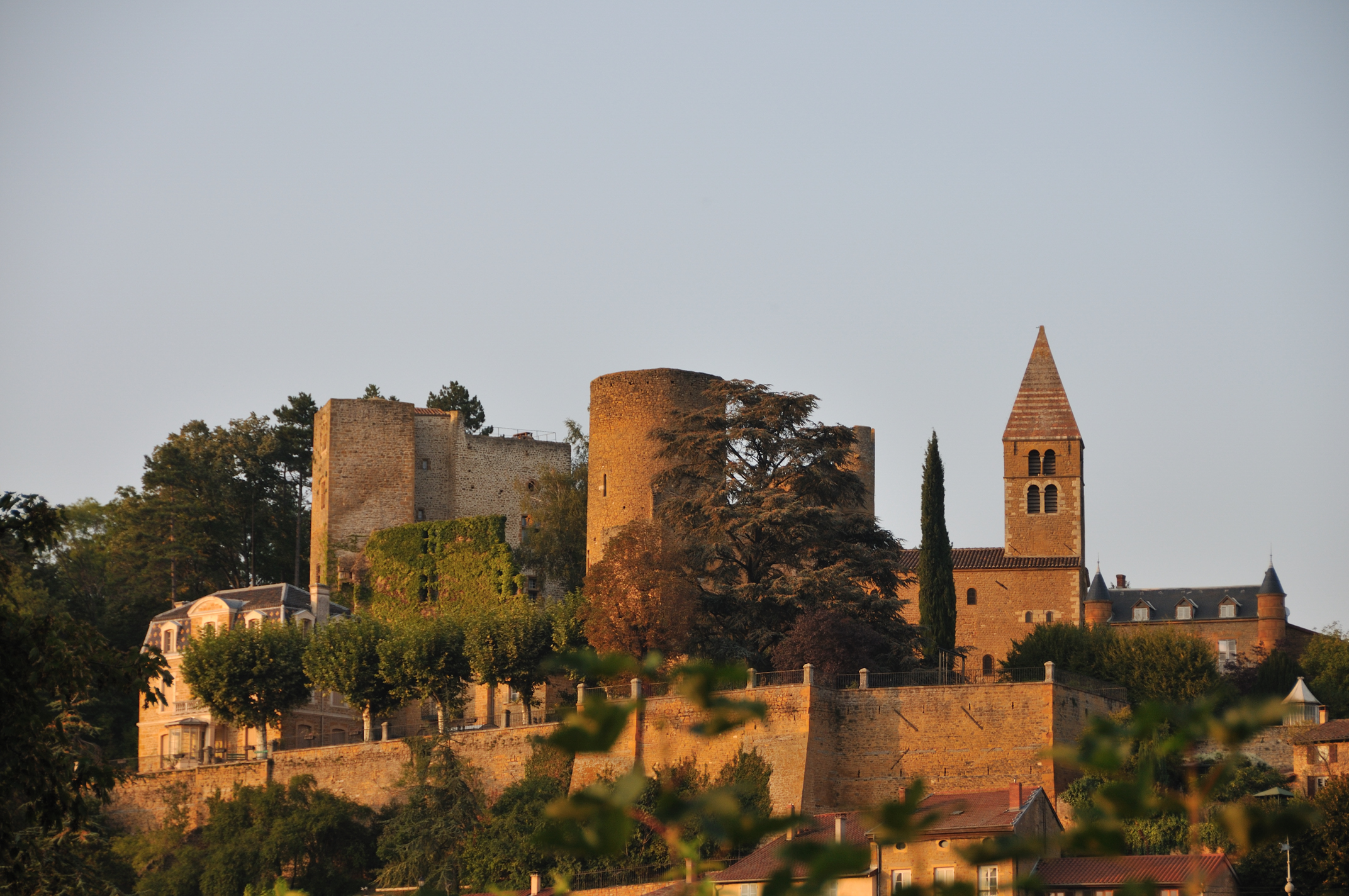
château construit au XIIe siècle à Châtillon-d'Azergues.

La Permutatio de 1173, prévoit la cession par le comte de tous ses droits restants sur Lyon et dans des zones limitrophes, tandis que l'archevêque lui abandonne le pouvoir sur de nombreuses terres qu'il possédait en Forez, à l'exception de certains châteaux en Jarez que le comte tient en fief de l'archevêque, et des passages stratégiques entre Rhône et Loire dont le revenus seront partagés. L'archevêque de Lyon se voit reconnu pleinement souverain sur les fiefs proches de Lyon : Oingt, Châtillon-d'Azergues, Chamousset, Yzeron, Taluyers et Montagny. De même, il reçoit trois terres à l'est du Forez : L'Argentière, Grézieu-le-Marché, Riverie et Saint-Chamond. L'Église lyonnaise abandonne plusieurs fiefs dans le Forez et au-delà. Pour cette cession l'Église verse à Guigues II la somme de 1100 marcs d'argent,.
Guigues II ayant vendu les anciennes possessions lyonnaises des comtes qui revenait à l'Église plus rien ne s'oppose à l'accession d'un membre de la famille comtale ; après l'épiscopat des cisterciens c'est son fils Renaud qui devient archevêque en 1193. Cette accession scelle la réconciliation entre les deux forces politiques, même si le comte du Forez n'abandonne le titre de comte de Lyon qu'en 1202 dans sa titulature.

### Fin duXIIesiècleetXIIIesiècle: l'archevêque de Lyon, puissance temporelle libre

Carte de la France en 1180.

À la fin du XIIe siècle, l'archevêque de Lyon devient un seigneur disposant d'une influence et d'une aura plus grande au sein de l'Europe médiévale. L'indépendance de fait dont il jouit, que ce soit envers les grandes puissances comme des seigneurs les plus proches, ainsi que la succession de plusieurs prélats attachés à donner à l’archevêché une puissance temporelle importante, lui confère une audience particulière dans le concert des principautés et royaumes du continent. Cela n'empêche pas des confrontations avec des forces internes à la cité qui souhaitent participer de cette nouvelle puissance.

#### Lyon au sein de l'échiquier politique européen
Durant plusieurs décennies, Lyon possède une relation particulière avec l'Angleterre. Le premier lien existe avec Guichard qui peu avant de venir sur le siège lyonnais recueille Thomas Becket alors en plein conflit avec Henri II d'Angleterre à propos de la Constitutions de Clarendon,,.
Le successeur de Guichard, Jean Belles-mains, lui-même d'origine anglaise, apporte un soutien important au prélat de Canterbury. Il établit plusieurs fondations qui instituent un lien permanent entre le clergé lyonnais et celui de Canterbury. Il dédicace l'église de Fourvière à Thomas Becket en 1192 et établit dans le cloître de la cathédrale de Lyon une « Maison de Cantorbéry » à laquelle sont rattachés plusieurs revenus et dont la collation est réservée à l'archevêque de Canterbury. Pour lui, le diocèse de Lyon « possède la juridiction la plus étendue [...], tant en deçà des limites de l'Empire que de celles du royaume de France, parce que son ressort propre est partagé entre les deux pays ».
Cette relation se voit par la suite avec Guy de Roussillon, qui reçoit du roi Henri III de nombreux privilèges dans les années 1240. Leurs liens sont forts car il lui demande également en 1254 de réaliser pour lui une mission diplomatique auprès du Saint-Siège dans le cadre de l'acquisition du royaume de Sicile.
Philippe Ier, dont l'origine savoyarde lui a fourni des liens particuliers avec l'Angleterre, reprend et développe ces derniers une fois nommé sur le siège lyonnais.
Philippe Ier est un véritable seigneur temporel, complètement intégré dans la vie politique de son siècle, y compris militaire. Il apporte ainsi son soutien en 1266 à Charles d'Anjou dans la guerre contre Manfred,.

#### Le conflit avec le chapitre cathédral de Lyon
Après la mort de Guichard en 1182, Jean Belles-mains, alors évêque de Poitiers est élu nouvel archevêque. Doté d'une forte personnalité, et souhaitant faire retrouver au trône archiépiscopal toute son autorité, il s'engage dans une lutte contre les prérogatives du chapitre cathédral. Ainsi, il obtient de Frédéric Barberousse dès 1184 une nouvelle Bulle d'Or, reprenant exactement les mêmes termes que la première, et supprimant ainsi toute référence au chapitre cathédral dans les pouvoirs seigneuriaux qui lui sont confirmés,.

#### XIIIesiècle: l'émergence du pouvoir bourgeois
L'élite laïque lyonnaise se regroupe tout au long du XIIIe siècle pour acquérir autonomie et droits face aux forces traditionnelles de la ville. Uniquement composé de bourgeois, le patriciat lyonnais ne compte pas de noble dans ses rangs. Il est dominé par une grosse dizaine de familles, Les Chaponay, Dodieu, Durche, Foreys, Fuers, La Mure, Le Blanc, Nièvre, Varey, Vaux, que l'on retrouve tout au long du Moyen Âge.
Ces bourgeois sont des marchands (drapiers et pelletiers, surtout) et des hommes de loi. Ils pratiquent le commerce de l'argent à différentes échelles, prêtant surtout aux ecclésiastiques, et aux institutions religieuses. Ils résident en de solides maisons, mais dont ils ne peuvent être propriétaires, le sol appartenant entièrement aux chapitres traditionnels. Ils se concentrent essentiellement dans deux quartiers : Saint-Paul et Saint-Nizier. L'église de ce dernier est le point de ralliement principal des bourgeois tout au long de leur lutte contre l'Église lyonnaise. Ils se regroupent également dans la chapelle Saint-Jaquême située en face.
L'histoire de l'obtention de leur consulat s'étend tout au long du siècle, et peut être séparé en plusieurs étapes.

##### L'apparition d'une force bourgeoise: la révolte de 1208
Un premier soubresaut a eu lieu pour secouer la tutelle canoniale et épiscopale à la fin du XIIe siècle. Un accord entre les bourgeois et l'archevêque est signé en 1193. Destiné à limiter l'arbitraire dans les droits et taxes perçus par les seigneurs ecclésiastiques, il n'a pas de succès notable, des abus déclenchant des protestations rapidement.

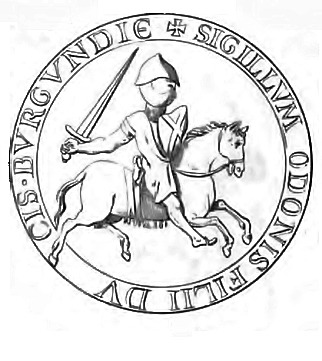
Sceau d'Eudes III de Bourgogne.

Un deuxième épisode survient donc. En 1206, l'archevêque Renaud II de Forez octroie une charte aux lyonnais reprenant les dispositions de 1193, preuve de leur mauvaise application. Mais deux ans après, les habitants et les bourgeois se révoltent, protestant contre de nouveaux abus. Ils s'arment, s'organisent en association jurée, élisent des représentants, dressent une barricade sur le pont de la Saône et font appel au pape Innocent III. Renaud réagit brutalement, mais ne parvient pas à instaurer le calme. Il doit faire appel au duc de Bourgogne Eudes III, qui parvient à mater les bourgeois. Il arbitre en imposant à Renaud le respect des chartes précédemment accordées. L'archevêque remporte toutefois la partie, les lyonnais étant toujours privés de franchises politiques, alors que les villes alentour en sont dotées progressivement,.
Le pouvoir lyonnais est également convoité par les familles nobles du chapitre cathédral. Profitant de la faiblesse du trône épiscopal dans les années 1230 et 1240, ils tentent de se soustraire de sa juridiction, et d'obtenir le partage de la justice temporelle, alors entièrement tenue par le sénéchal de l'Église. Ils échouent, trouvant sur leur chemin des bourgeois peu désireux de voir la justice dont ils dépendent passer entre les mains des chanoines. Ils trouvent néanmoins des circonstances particulièrement favorable pour imposer leur autorité durant le mandat de l'archevêque Philippe de Savoie issu de leur rang et qui réside très peu dans son diocèse. Il laisse donc le champ libre aux chanoines qui prennent une grande autorité dans les affaires de la cité.

##### Le conflit entre les bourgeois et l'Église de Lyon: 1267 - 1320
Fruit d'une rencontre entre une circonstance particulière (le vide politique après l'abdication de Philippe Ier) et une tendance de fond (la volonté déjà ancienne d'une indépendance politique), les cinquante ans de conflits violents qui amènent à la naissance de la commune lyonnaise voient se déployer un jeu complexe entre de nombreuses forces politiques, locales ou nationales.
Tout commence avec l'abdication de Philippe Ier de Savoie en mai ou juin 1267. Le chapitre est divisé sur le nom du successeur et après quelques mois, le pape Clément IV désigne Guy, évêque d'Auxerre ; mais celui-ci refuse. Le chapitre ne parvient toujours pas à se déterminer et l'affaire traîne ; le pape ne désigne pas une autre personne avant de décéder en novembre 1268. Le chapitre ne se déterminant pas, ils attendent la fin du conclave, qui dure plus de trois ans. L'interrègne lyonnais dure ainsi quatre longues années.
En l'absence d'archevêque, c'est donc le chapitre cathédral qui tient l'autorité sur la ville. Et celui-ci, composé majoritairement de cadets de la noblesse locale, se révèle bien moins diplomate que le très politique Philippe Ier. Le chapitre était alors également très mal considéré par la population, qui lui reproche des abus dus au partage de la justice entre eux et l'archevêque et la rancœur pour les bourgeois de voir cette prestigieuse institution, autrefois ouverte, être alors complètement fermée aux familles nobles de la campagne environnante.

###### Les prémices: 1267
La population lyonnaise se soulève durant l'hiver 1267-1268. Elle prend les armes, forme des associations jurées et tend des chaînes dans les rues. Il semble que dans cette affaire, les agents du roi installés à Mâcon aient essayé de se mêler à la situation puisque Clément IV, probablement sous la pression du chapitre, adresse une remontrance au roi où on apprend que le bailli de Mâcon a pris sous sa protection des citoyens lyonnais et tenu justice dans la ville même. Par contre, il semble que les chanoines aient tentés de s'emparer de prérogatives judiciaires qu'ils n'avaient pas. En effet, l'accord conclu sous les auspices de Clément IV le 2 février 1268 leur impose d'y renoncer. Le calme revient, jusqu'à la mort du souverain pontife.

###### Le conflit armé: 1269-1270
Sans que l'on ait de détails, la tension monte entre la population et l'élite ecclésiastique. Au début de l'an 1269, les bourgeois demandent les clefs des portes de Trion et de saint-Irénée au chapitre de Saint-Just. Celui-ci se plaint auprès de l'évêque d'Autun qui donne raison au chapitre. L'annonce de la sentence épiscopale, en avril 1269, provoque une courte émeute la nuit suivante. Cet épisode montre la force des crispations qui habitent la population lyonnaise. Or, au mois de mai, pour des raisons mal élucidées, les hommes du chapitre Saint-Jean enlèvent arbitrairement un riche marchand, Nicolas Amadour, puis six citoyens. La réaction est rapide ; le peuple se presse près du quartier canonial et se fait menaçant. Rapidement les chanoines fuient dans le quartier Saint-Just, qui dispose d'une muraille bien plus puissante.
La première attaque contre les murailles de Saint-Just a lieu en juin, et les chanoines font rapidement appel au comte du Forez Renaud. Ils lui promettent l'extinction d'une dette que des bourgeois tiennent sur lui et le partage de l'indemnité que les chanoines espèrent obtenir. De leur côté, les bourgeois lyonnais disposent d'un allié, le sire de la Tour du Pin, Humbert Ier de Viennois, qui bloque la route de Fourvière.
Devant l'arrivée du comte Renaud II de Forez, les Lyonnais renforcent rapidement les murailles du nord de la cité. Puis, deux semaines plus tard, le 27 juin, ils acceptent une trêve proposée par les deux chapitres. Elle est signée par soixante bourgeois et garantie, du côté des chanoines, par le comte du Forez et le sire de Thoire-Villars, Humbert III ; du côté des laïcs par les sires de la Tour du Pin et de Montluel. Toutefois, cet arrêt des hostilités n'efface pas les griefs que les uns ont contre les autres et les citoyens en appellent à une autorité extérieure pour trancher sur le fond. Ils invoquent l'évêque d'Autun (Girard de La Roche de Beauvoir), le légat pontifical en France et le roi de France Louis IX. C'est la première fois que les Lyonnais convoquent une force extérieure à leur ville. Par ailleurs, dans le texte de demande, il y a deux chanoines, qui se sont donc désolidarisés de leurs confrères : Simon Palatin et surtout le sénéchal Hugues de la Tour, frère du seigneur allié des Lyonnais. Jacques Rossiaud pense que ce personnage, le plus important du point de vue juridique en l'absence de l'archevêque, est lié aux nouvelles formes de sociabilités qui émergent à Lyon lors de ce conflit. Il aurait pu autoriser la fondation de confrérie, permettant aux Lyonnais d'inaugurer des formes d'organisations nouvelles, qui leur permettent de s'unir contre les chanoines.
L'évêque d'Autun se prononce finalement contre les Lyonnais, leur demandant de se soumettre au chapitre, de lui rendre les clefs des portes, de détruire les défenses érigées et de retirer les chaînes. De même, il fulmine contre leur « universitas », qui est probablement liée aux confréries, qu'il leur demande de dissoudre. Comme un mois après sa demande de reddition, les Lyonnais refusent de reconnaître son arbitrage, il les menace le 20 juillet d'excommunication et de mettre la ville en interdit. Les Lyonnais refusent cette sentence et après l'été, en septembre, les assauts reprennent contre le cloître de Saint-Just jusqu'en novembre.
Lors de cette deuxième phase du conflit, les citoyens lyonnais sortent de la ville pour s'attaquer violemment aux possessions des chapitres, Civrieux, Genay et Écully. Dans cette dernière, ils brûlent l'église où s'étaient réfugiés des habitants. En novembre, l'évêque d'Autun réunit à Belleville-sur-Saône l'archevêque de Vienne, Guy d'Auvergne de Clermont, et l'évêque du Puy, Guillaume de La Roue, pour étudier plusieurs rapports d'enquête de la situation lyonnaise et des exactions commises par les rebelles. Ils proclament contre les insurgés les excommunications et l'interdit,.
Les Lyonnais ne se soumettent toujours pas, mais renouvellent leur demande d'arbitrage auprès du roi de France, qui cette fois-ci les écoute. Il envoie des représentants et obtient un accord de la part des deux parties le 22 janvier 1270. Outre les signatures des représentants de chaque camp, l'accord est contresigné par le comte du Forez pour le chapitre et le sénéchal Hugues et son frère Albert de la Tour du Pin pour les citoyens lyonnais. Les arbitres de l'accord sont le représentant du roi et le légat pontifical ; ils sont acceptés par les deux parties. Ils demandent d'un côté la remise de la ville dans l'état dans lequel elle était avant le conflit, et de l'autre la levée des excommunications et de l'interdit. Les deux commissaires commencent par obtenir, le 3 avril, l'assurance que les Lyonnais accepteraient toutes les décisions des arbitres. Le même mois, Louis IX, passe à Lyon pour aller en croisade. Chaque partie rédige et soumet aux arbitres des mémoires pour exposer leurs positions, mais dans le même temps, les Lyonnais ne réduisent pas leurs défenses comme promis, et les chanoines ne demandent donc pas la levée des sanctions religieuses. Ceci malgré des relances répétées de la part des commissaires.

###### Le règlement du conflit
Lorsque le cortège funèbre rapportant la dépouille du roi remonte, l'évêque d'Autun lève l'interdit pour qu'elle puisse reposer dans la cathédrale Saint-Jean le 30 avril. Mais la sanction ecclésiastique retombe dès l'équipage mortuaire reparti. Toutefois, les Lyonnais profitent du passage de l'héritier Philippe III pour lui demander de les prendre sous sa garde. Il accepte en mai ce qui ramène la paix de manière plus durable. Le 17 juillet, les arbitres (l'évêque de Clermont et le trésorier du chapitre d'Évreux) publient l'accord décidé. Les chapitres doivent donner à deux citoyens les clefs des portes du Pont-du-Rhône, de Saint-Marcel, de Saint-Georges et de Bourg-Neuf. En échange, les bourgeois lyonnais doivent détruire tous leurs ouvrages militaires, et abandonner leur organisation, la « commission des Douze ». Les Lyonnais se plient manifestement à ces demandes car l'évêque d'Autun révoque ses sentences d'excommunication et d'interdit,.
Une trêve est conclue en juin 1269, mais la situation est toujours explosive. Le pape et le roi (par l'intermédiaire du bailli de Mâcon), interviennent pour rétablir le calme et trouver des compromis, qui tardent à venir. Le roi de France Philippe III obtient à la demande des bourgeois la garde de la ville, en attendant l'élection d'un archevêque. Lorsque ce dernier, Pierre de Tarentaise arrive, il reçoit de la part du roi de France, comme du pape de grands avantages, au détriment du chapitre cathédral. Il doit, par contre, se reconnaître vassal du roi de France. Il s'agit de la première fissure sérieuse à l'indépendance de Lyon.
Durant les décennies suivantes, les chanoines tentent à nouveau d'obtenir des pouvoirs sur la justice séculière, et des accords sont trouvés avec l'archevêque. Cela mécontente fortement les bourgeois, qui s'organisent pour protester. Ils demandent à nouveau de l'aide à l'extérieur, en s'adressant tantôt au comte de Savoie Amédée V tantôt au roi de France. Le premier prend la ville sous sa garde dans les années 1280, bloquant certaines décisions épiscopales. À partir des années 1290, c'est le roi qui reprend la main. Il nomme un émissaire sur place, le gardiateur.
En octobre 1283, la ville abrite des négociations arbitré par Othon IV de Bourgogne lors de la guerre opposant Bourgogne et Dauphiné.

### DébutXIVesiècle: le rattachement de Lyon à la France

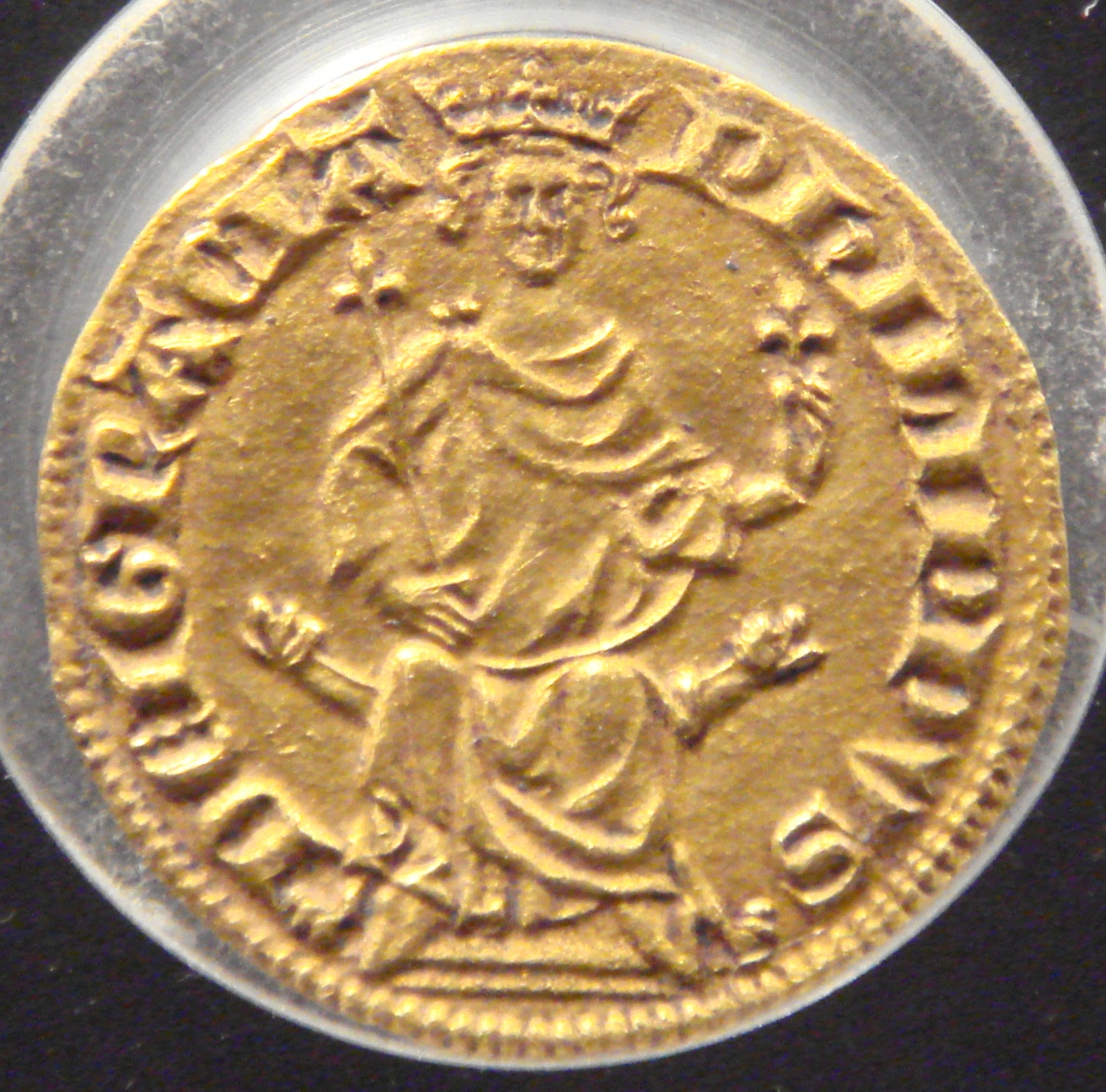
Monnaie de Philippe le Bel.

Durant le Moyen Âge central, la partie occidentale de Lyon est sous la domination théorique du roi de France. Toutefois, les rois de France ne peuvent réellement imposer leur autorité à l'Église de Lyon durant cette période. Ce sont les conflits entre les archevêques et leurs différents adversaires qui permettent aux monarques français de prendre pied lentement dans la cité. Tout s'accélère à la fin du XIIIe siècle et dans les premières années du XIVe siècle.
Le roi Philippe le Bel parvient, après de nombreuses tentatives, à mettre sa main sur l'ensemble de la ville, et non plus sur la seule partie à l'ouest de la Saône. Il fait ainsi une entrée solennelle le 13 mars 1311. En 1312, le rattachement de Lyon au royaume de France est reconnu au Concile de Vienne, sans que l'empereur proteste ; l'ensemble des lyonnais doit alors jurer fidélité au roi de France. La justice, depuis toujours tenue par les autorités religieuses, est lors du traité du 10 avril 1312 pleinement remise entre les mains du roi de France. L'archevêque n'a plus d'autorité que sur son château de Pierre Scize et le palais épiscopal. Les chapitres n'ont plus pouvoir que sur leur cloître (Saint-Jean, Saint-Just et Ainay). Mais à la suite d'abus de ses agents, Philippe V revient sur ce traité et rend à l'archevêque seul la justice séculière. Par deux accords en 1320, l'archevêque retrouve certes entièrement la justice de première instance, mais il accorde aux bourgeois la charte dite de la « Sabaudine », qui établit un Consulat.
Le début du XIVe siècle est le moment où Lyon bascule définitivement dans le royaume de France, perdant ainsi sa place particulière, à la marge des grandes puissances de l'Europe médiévale. Dans le même temps, avec la prise de pouvoir de la bourgeoisie, la cité perd sa spécificité institutionnelle d'avoir un ecclésiastique tout puissant à sa tête.

## Vie économique
Durant les XIe et XIIe siècles, la ville ne va pas connaître de profonds développements économiques. L'essentiel du commerce des marchés se limite à des produits locaux, achetés et vendus par des Lyonnais. Le grand commerce ne passe pas encore par la cité, en raison notamment de l'absence de pont sur le Rhône, ou de foires. En définitive, encore au début du XIIIe siècle, l'économie lyonnaise est de type seigneuriale, drainant vers la cité les productions des campagnes environnantes, à destination surtout des grandes puissances religieuses lyonnaises.

### Une économie essentiellement locale

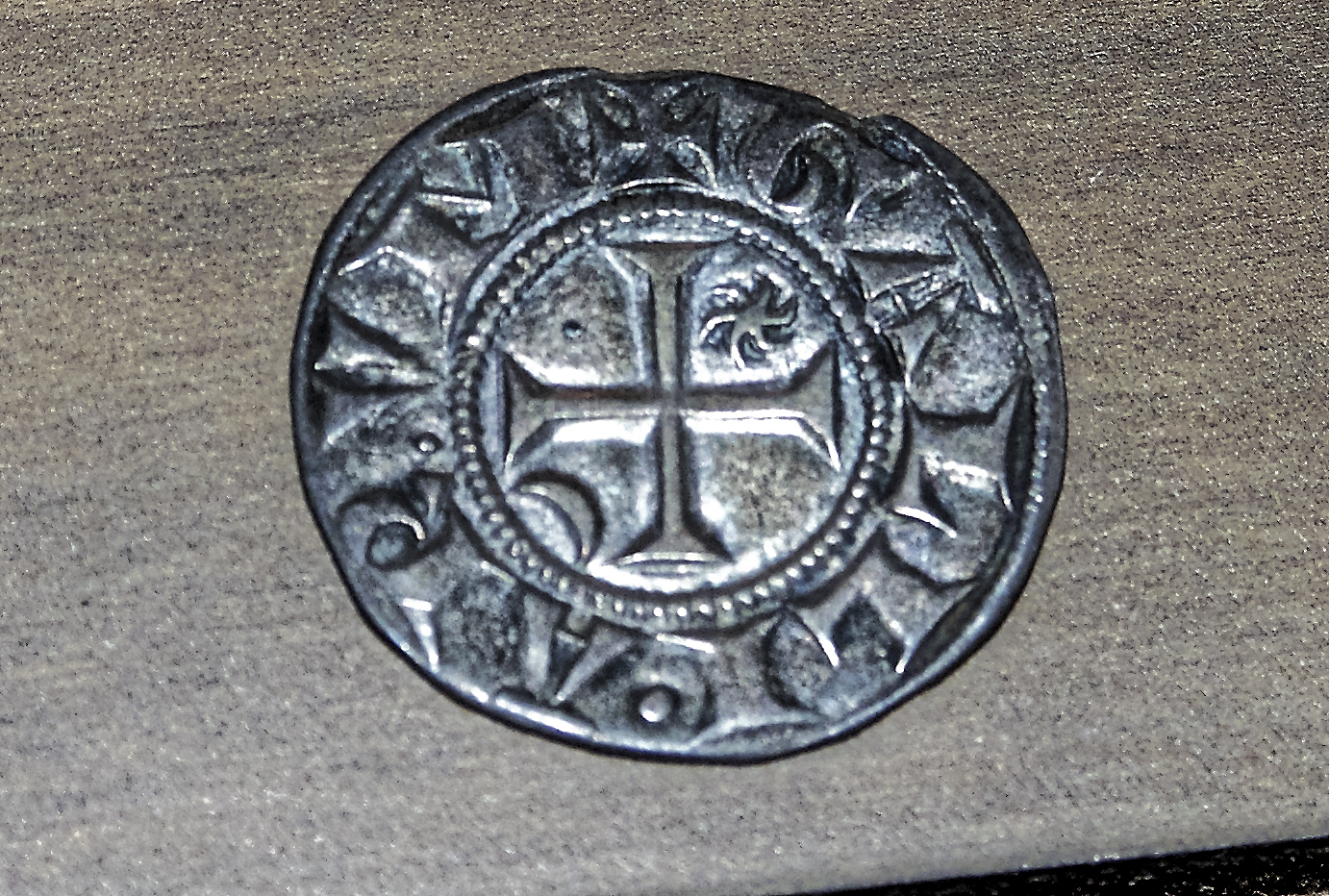
Fort lyonnais, monnaie anonyme frappée pour le compte de l'église de Lyon entre le. Médailler du Musée des beaux-arts de Lyon.

L'économie lyonnaise du XIIIe siècle est comme par le passé dominée par les échanges locaux. Les tarifs des péages comme l'accord de 1193 entre les bourgeois et l'archevêque le prouvent, l'essentiel des produits vendus ou achetés à Lyon sont destinés à la consommation de la ville et des environs immédiats. Les biens d'importations les plus notables sont le cuir de Cordoue et le drap des Flandres.
Cette économie est fortement dépendante des voies fluviales, utilisées autant que possible. Cela génère des installations importantes en bord de fleuve, de véritables ports spécialisés naissent ; et une lutte intense entre les différents religieux lyonnais pour le contrôle des taxes (le droit d'épave) liées à cette activité. L'action des hommes d'Église sur le développement économique se voit aussi dans la modification des systèmes agricoles. En premier lieu, le vignoble progresse nettement durant le XIIIe siècle sur les berges du Rhône et de la Saône, entre Anse et Givors, jusqu'à atteindre 30 % des terres cultivées à certains endroits, comme Saint-Genis-Laval. Ensuite, la rive gauche du Rhône se spécialise dans l'élevage, notamment le pays du Velin. Le Lyonnais étant déficitaire en grain panifiable, les céréales sont importées de Bresse via la Saône. Ils sont vendus sur le marché de la Grenette, et transformés en farine par les moulins flottant sur les fleuves.
En ville, les principaux corps de métier, qui s'organisent tout au long de ce siècle sont les mêmes que dans les grandes villes de l'époque : ceux liés à l'alimentation, au textile et au cuir.

### Le début du grand commerce
Le grand commerce fait des tentatives épisodiques pour s'implanter à Lyon. Il est aidé par la construction du pont sur le Rhône, et par les activités religieuses (séjour du pape, organisation de conciles) qui attirent argent et corps de métier très spécialisés. Lyon bénéficie avant tout du réseau de villes de foire qui s'organise sur l'axe Rhône-Saône, passant également par Beaucaire et Chalon. Mais ces opportunités ne sont pas saisies par les marchands lyonnais, qui retournent à leurs activités locales une fois les évènements passés. Les circulations des commerçants au long cours (qui passent majoritairement plus à l'est), ne sont modifiées que marginalement. Ainsi, le plus grand marchand lyonnais de l'époque, Ponce de Chaponay, fait-il fortune uniquement loin de sa ville natale.
Quelques marchands lyonnais, grâce à des contacts personnels, parviennent à faire quelques affaires avec de grands personnages. Ainsi, barthélémy de Fuers, d'une grande famille lyonnaise, fait commerce de fourrure et prête de l'argent à Henri III d'Angleterre dans les années 1240 - 1260.

## La religion à Lyon au Moyen Âge central

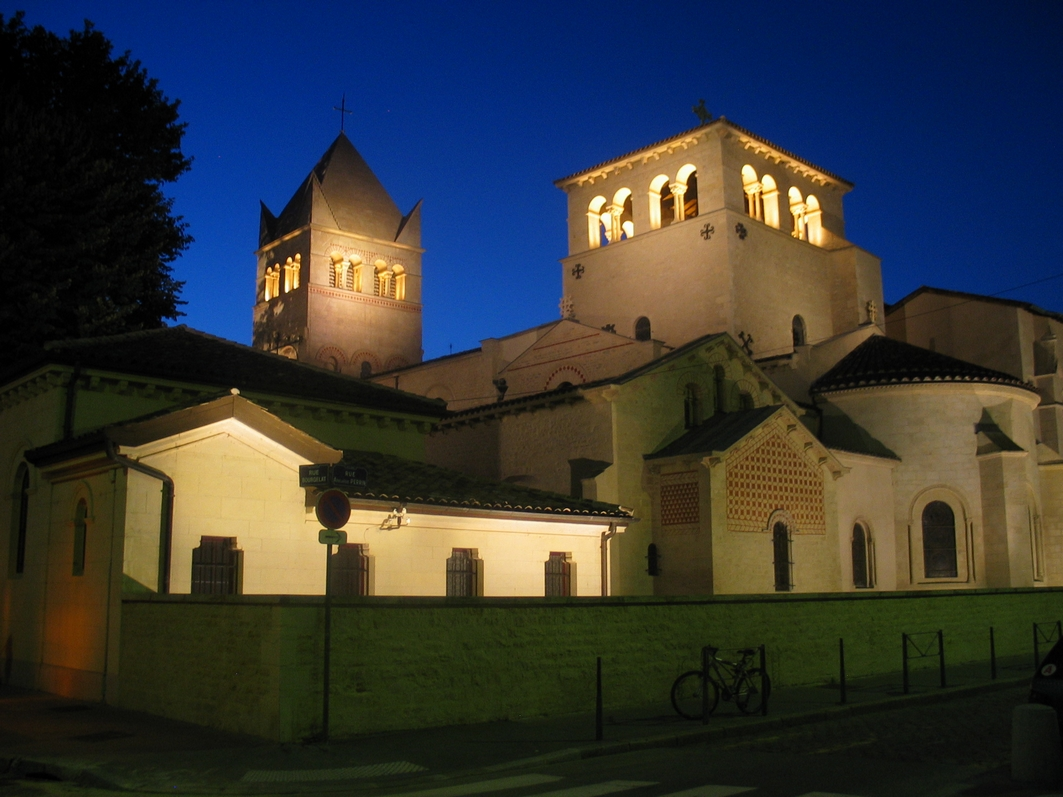
Vue actuelle de l'abbaye Saint-Martin d'Ainay.

Les archevêques de Lyon sont les principaux maître de la ville durant le Moyen Âge central. Acteur importants de la vie politique locale en tant que seigneur influent, ils dirigent également un diocèse étendus, et mènent pour la plupart une politique religieuse notable. À partir du XIIe et surtout du XIIIe siècle, la vie religieuse de la ville est également et de plus en plus l'œuvre de moines de différentes obédiences.

### La réforme grégorienne
À Lyon, la réforme grégorienne n'est pas autant appliquée que dans d'autres villes proches et comparables. Si certains aspects de la réforme sont en place, d'autres sont largement ignorés. Pourtant, deux archevêques, Halinard et Hugues de Die ont été de grands promoteurs de la réforme, sans parvenir à obtenir de grands résultats dans leur ville. La raison principale en est peut-être qu'ils ont été souvent absents, défendant les idées nouvelles à de nombreux endroits.

#### La nomination des archevêques

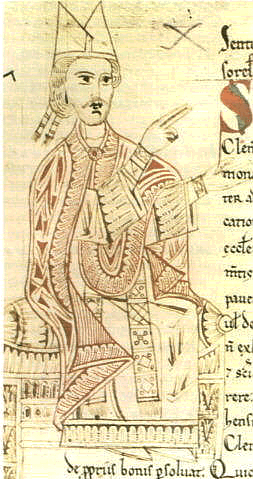
Grégoire VII, qui a donné son nom à la réforme grégorienne.

Au XIe siècle et au début du XIIe siècle, les évêques lyonnais ne sont pas entachés de simonie, et le seul à être investi par une puissance laïque est Odolric, nommé par le roi Henri III pour résoudre une crise de succession qui laisse le trône archiépiscopal vide. Tous les autres sont élus selon la procédure, par le chapitre cathédral, quelquefois avec l'appui de clercs partisans de la réforme grégorienne. Ainsi, L'élection de Gébuin en 1077 est lourdement appuyée par Hugues de Die, légat pontifical. Cette époque est alors celle d'un intense conflit entre la papauté et les puissances laïques et le légat veut s'assurer que le prélat choisi par les chanoines soient dignes de son poste.
Durant la période de la réforme grégorienne, jusqu'à la fin du XIIe siècle, les papes interviennent fréquemment pour appuyer un candidat lors de l'élection. Puis, entre celle de Jean Belles-mains (1181) et le milieu du XIIIe siècle, les droits canoniques du chapitre s'exercent sans pressions particulières, sauf dans les cas où il y a un conflit. Ainsi, lorsque le chapitre de chanoines se divise sur le nom de son successeur après le décès de Robert d'Auvergne, le pape Grégoire IX refuse les deux candidats (Guillaume de Savoie et l'archidiacre Guy de la Tour), imposant au chapitre de s'entendre sur un troisième nom qui est finalement Raoul I de La Roche-Aymon,
Enfin, à partir de l'élection de Philippe Ier de Savoie, les papes poussent à nouveau leurs candidats : « de 1245 à 1308, sur dix archevêques, sept ont été désignés par le pape ».

#### Les chanoines et l'idéal de pauvreté
À l'orée du nouveau millénaire, l'Église de Lyon a sacrifié aux errances de son temps ; la plupart des chanoines ne vivent plus en communautés et sont très éloignés des idéaux de la réforme grégorienne qui arrive. Plusieurs papes enjoignent aux membres des différents chapitres de se restaurer dans l'esprit des règles des saints fondateurs.
Une première tentative de réforme a lieu en 1079 sous l'épiscopat de Gébuin. Il se rend à Rome avec quelques chanoines dont le doyen Bladinus, pour rencontrer le pape Grégoire VII. Le pape conforte l'archevêque après une élection compliquée, et demande aux chanoines présents de renoncer aux biens qu'ils ont accumulés. Seul le doyen accepte, les autres quittant Rome sans bénédiction apostolique (« sine apostolica benedictione »). Grégoire VII rédige donc une lettre pour l'ensemble des chapitres lyonnais le 20 avril 1079, qui insiste non pas sur l'ensemble de la réforme canoniale, mais bien sur la simonie. Il n'y a en effet rien dans cette lettre sur le retour à la vie commune. C'est à la suite de cet épisode que se fixe la gestion des biens des chapitres lyonnais en obéances, qui permet d'éviter « la constitution de prébendes « familiales » par transmission à un neveu chanoine par exemple ».
Ces différentes remontrances n'ont que peu d'effets dans la cité lyonnaise, qui ne suit pas le mouvement réformateur tel, par exemple, celui du Languedoc. Au contraire, les chapitres principaux renforcent leur organisation et leurs usages traditionnels, poursuivant leur enrichissement. Ainsi, alors que leurs statuts jusqu'au début du XIIIe siècle mentionnent et détaillent la liturgie, ceux promulgués en 1251 sous l'épiscopat de Philippe de Savoie n'en parlent plus du tout, laissant à l'archevêque le soin de régler les offices et célébrations liturgiques.
Deux autres établissements, plus récents et moins influents, reprennent, eux, vie commune et idéal de pauvreté. Symptomatiquement, ils sont issus de la volonté des deux prélats réformateurs qu'a connu Lyon sur cette période. Le premier, Notre-Dame de la Platière, est imposé par Gébuin, sur la Presqu'île. Il reste très modeste. Le chapitre de Saint-Irénée, réformé par Hugues de Die (1082-1106), ne pèse pas non plus d'un grand poids dans la vie religieuse lyonnaise.
Les chanoines sont avant tout des seigneurs gestionnaires de leurs obéances. Le serment d'entrée au chapitre cathédral ne mentionne aucune obligation spirituelle, mais bien la conservation des biens de la communauté. Leur seule action concrète consiste en l'assistance traditionnelle aux pauvres et au service liturgique de la cathédrale. Jaloux de leurs prérogatives scolaires, ils s'opposent longtemps à l'ouverture de toute autre structure éducative, notamment la création de cours de droit à destination des bourgeois, soucieux de formations utiles.

### La vie spirituelle
Les forces religieuses traditionnelles lyonnaises que sont l'archevêque et les chanoines des principales églises voient leur influence spirituelle se réduire durant le long XIIIe siècle de la cité. Les archevêques, peu en symbiose avec leur chapitre cathédral, ne peuvent s'appuyer sur eux pour leur ministère paroissial. Par ailleurs, la plupart des prélats de cette époque ont un règne court, empêchant toute continuité spirituelle. Plusieurs ne règnent pas plus de quelques années, tels Raoul I, Guy II, Pierre II de Tarentaise ou Raoul II de Thourotte, ce qui ne les empêche pas, pour certains, d'avoir un vrai rayonnement sur la ville, tel Pierre II de Tarentaise. Philippe Ier de Savoie, celui qui reste aux affaires le plus longtemps, est un seigneur surtout attaché à défendre les intérêts matériels et politiques de son lignage.
Les fêtes religieuses locales, telles qu'on les retrouve dans les différents manuscrits liturgiques conservés ne montrent pas une grande originalité par rapport à celles d'autres villes avoisinantes. Les célébrations renvoient aux saints les plus classiques de l'occident médiéval. Une petite fraction des célébrations concerne des saints proprement lyonnais, saints Galmier, Epipode, Alexandre, Minerve Valérien et Eléazar, qui sont des martyrs locaux ; et des évêques importants : Nizier, Pothin ou Arède. On peut noter une certaine originalité dans l'apparition très précoce de la fête de la Conception de la Vierge, connue grâce à une lettre de Saint Bernard de 1140.

#### Le réveil spirituel et les ordres religieux
Le réveil spirituel de Lyon n'est donc pas le fait de ces deux groupes, mais bien des ordres mendiants qui s'installent à Lyon à cette période. Ils sont bien accueillis par les archevêques, et bénéficient souvent de leur libéralité testamentaire. Les premiers sont les frères prêcheurs, qui viennent dès 1218 s'installer sur les pentes de Fourvière, avant de se fixer sur la presqu'île, en 1235, entre les deux ponts, où ils édifient Notre-Dame de Confort. Les cordeliers s'établissent dans le centre marchand lyonnais, près des berges du Rhône en 1220. Ils viennent à l'invitation du sénéchal de l'Église Jacques de Grôlée, qui leur lègue son hôtel et ses dépendances. Ces deux premiers groupes rencontrent de francs succès. Ils reçoivent de nombreux dons et legs. Au tournant du siècle, les carmes s'installent au-delà des Terreaux. Ils sont suivis en 1304 par les clarisses et en 1319 par les augustins. Même si leurs actions sont mal connues, la destruction totale de leurs archives de cette époque empêche toute étude approfondie, il est possible de supposer qu'ils influencèrent fortement le développement du mouvement confraternel lyonnais.
Au XIIIe siècle s'installent également à Lyon l'ordre du Temple. Leur tènement est installé le long de la Saône, près du futur couvent des Célestins. Ils y édifient une chapelle qui est probablement la première église de ces derniers.
Cet essor spirituel s'accompagne comme partout en Europe d'une reprise des attaques contre les Juifs. Dans le cadre des deux conciles, les autorités lyonnaises commencent à persécuter la communauté juive lyonnaise, avec une première expulsion de la ville en 1250, pour s'achever en 1420 par son exil pour trois siècles.

#### Valdès
Ce conservatisme est peut être l'une des causes de l'apparition du mouvement de Valdès dans la ville. Malgré le peu de documents sur l'histoire proprement lyonnaise de Valdès et de ceux qui l'ont suivi, il est significatif qu'un mouvement de retour à la pauvreté apostolique prenne naissance à Lyon à ce moment-là. Vers 1170 - 1173, Valdès se débarrasse de sa fortune en dotant sa femme et ses filles, et en donnant le reste aux pauvres. Puis, il se met à prêcher dans les rues en mendiant son pain. Des disciples le rejoignent peu à peu et des membres du clergé se plaignent de lui. À l'origine, les « pauvres de Lyon » sont protégés par l'archevêque Guichard de Pontivy, un prélat favorable à la réforme grégorienne. Soucieux d'orthodoxie, Valdès et les siens vont en 1179 au concile de Latran où ils obtiennent l'approbation par Alexandre III de leur mode de vie. En revenant, ils reprennent leurs prêches, s'attirant l'inimitié de nombreux chanoines, et particulièrement de ceux du chapitre cathédral. À la mort de Guichard, ces derniers élisent à sa place un homme plus éloigné des idéaux réformateurs, Jean Belles-mains (1181-1193), qui expulse aussitôt Valdès et les siens en 1183. Après cet épisode fondateur, il n'est plus jamais question des « Pauvres de Lyon », comme ils se nomment eux-mêmes, dans la ville.

#### Œuvres intellectuelles
Cet immobilisme lyonnais dans le domaine religieux se ressent également dans l'absence de développement de centre intellectuel dans la ville. Les bibliothèques des églises ou cathédrales sont maigres ; nulle université n'est fondée sur cette période. Les clercs lyonnais, par ailleurs, ne produisent aucune œuvre littéraire connue, et seules les poésies de la prieure de la Chartreuse de Poleteins en Dombes Marguerite d'Oingt est connue.
Trois périodes ont pourtant été propices à l'éclosion d'un centre intellectuel. Lorsque Hugues de Die est nommé archevêque par Grégoire VII en 1082, il apporte une grande culture et une volonté maintes fois affirmées de réforme. À cette même époque, Anselme de Canterbury séjourne trois fois dans la cité rhodanienne, et y lègue plus de soixante dix manuscrits. Mais aucun renouveau n'apparait à Lyon. Cent ans plus tard, l'émergence d'une manifestation populaire de retour à la vie évangélique autour du personnage de Valdés (1170-1180) aurait pu amorcer dans la ville un centre de ferveur religieuse particulière. Le groupe est finalement chassé par l'archevêque, sa volonté de porter la parole de Dieu étant rejetée par les autorités ecclésiales locales, soucieuses de conserver leur monopole de la parole divine. Enfin, au siècle suivant, l'arrivée précoce des ordres mendiants (1218 pour les prêcheurs et 1220 pour les mineurs), conjuguée à la visite de personnalités intellectuelles majeures de l'époque : Étienne de Bourbon, Guillaume Peyraut ou Humbert de Romans, aurait pu permettre l'édification d'un centre d'étude important. L'époque était également propice avec la tenue de deux conciles et l'installation pour des périodes prolongées de la curie papale. Mais là également, les élites lyonnaises ne surent en profiter pour construire un centre intellectuel notable.

### Les grandes heures de l'Église lyonnaise

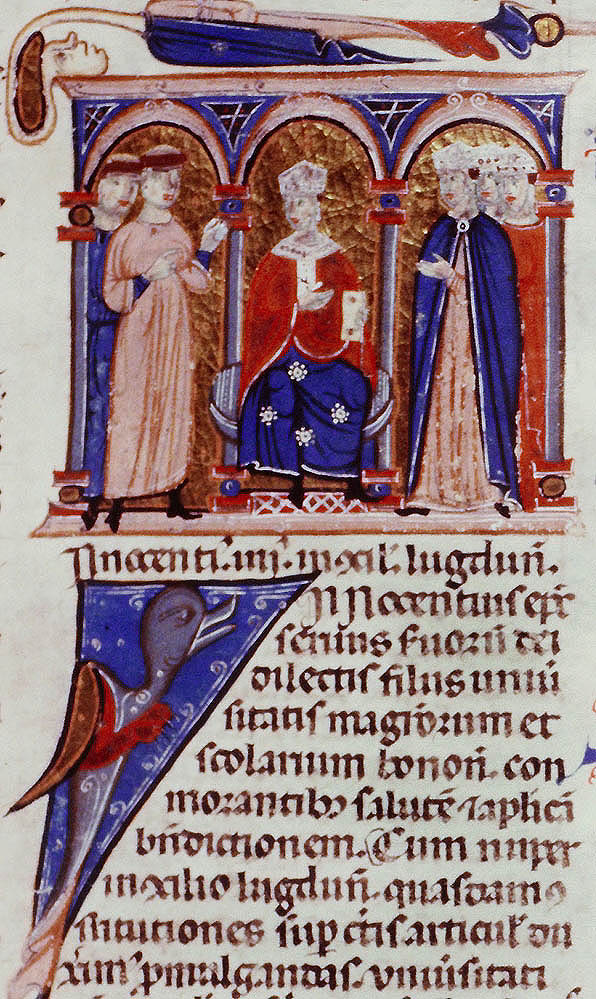
Innocent IV au concile de Lyon, miniature de 1278.

Lyon connait durant le Moyen Âge central plusieurs moments où la chrétienté s'est tournée vers elle. Avec l'accueil de deux conciles généraux, et la venue de plusieurs papes, « si l'on met à part les États pontificaux, et sans doute l'Italie, [...] Lyon est la ville de la chrétienté qui eut le plus souvent et, au total, le plus longtemps cet honneur. »,.
Durant la période de la réforme grégorienne (fin XIe et XIIe siècles), Lyon voit passer la plupart des papes de l'époque, qui empruntent le ou les ponts lyonnais pour mener leur politique. Aucun ne s'arrête durablement sur les bords de la Saône. Au XIIIe siècle, au contraire, deux conciles ont lieu à Lyon. Le choix de cet emplacement relève des nécessités politiques, Lyon étant alors une terre d'une grande indépendance vis-à-vis des grandes puissances temporelles. Enfin, au début du XIVe, Le roi de France impose à deux reprises au pape de venir à Lyon, ville qu'il domine alors, pour se faire couronner ou élire.
Ainsi donc, à chaque fois, c'est une volonté extérieure ou une opportunité politique qui dicte les évènements, et jamais la volonté des habitants lyonnais. Ces derniers ne retirent que peu d'avantages particuliers de ces moments de gloire éphémères, qui ne déclenchent aucun essor religieux particulier.

#### Au temps de la réforme grégorienne
Durant la Querelle des Investitures et la Réforme grégorienne, Lyon voit passer plusieurs souverains pontifes.

##### Urbain II

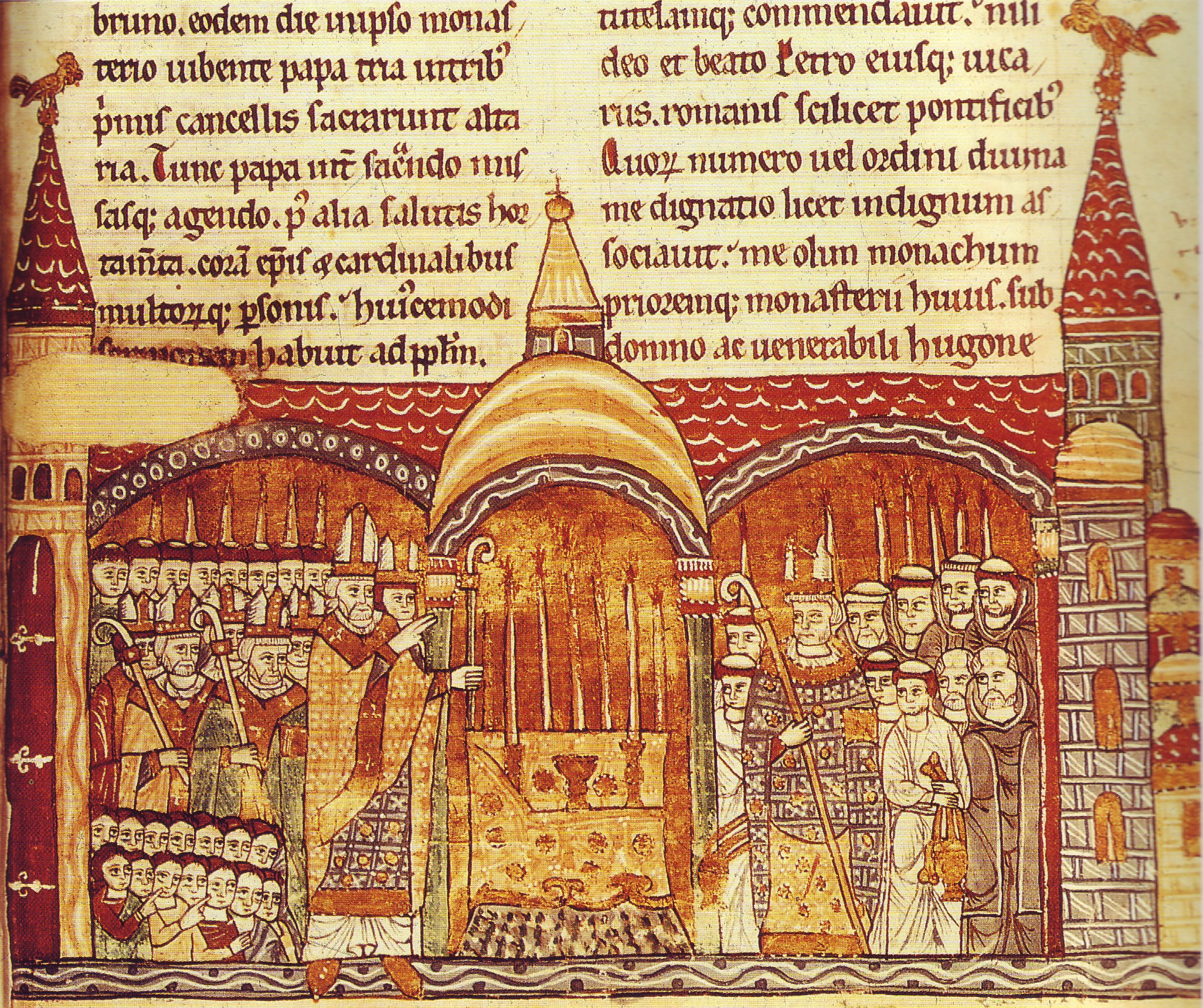
Urbain II consacre l'autel majeur de l'abbaye de Cluny.

Le premier d'entre eux est Urbain II, qui passe à Lyon en 1095. Il est alors en conflit avec l'empereur Henri IV et ne peut rester à Rome, tenu par l'antipape Clément III. Il tient en 1095 deux importants conciles destinés à réaffirmer la vigueur de la réforme grégorienne ; le premier, tenu à Plaisance en mars et le second à Clermont à la fin de l'année. C'est durant le voyage de l'un à l'autre qu'il passe par Lyon.
Il quitte l'Italie et entre en France en août. Il arrive à Lyon après plusieurs visites le 8 octobre au plus tard,. C'est l'archevêque Hugues de Die qui l'accueille. Les deux hommes se connaissent bien, Urbain ayant commencé par réfréner les ardeurs réformatrices d'Hugues avant de le nommer à nouveau légat en 1093.
Urbain et Hugues quittent Lyon à la mi-octobre, se trouvent à Mâcon le 17 et à l'abbaye de Cluny le 18. Dans l'abbaye, Urbain II consacre l'autel majeur de l'église tandis qu'Hugues de Die fait de même avec un autre autel. Ils arrivent le 18 novembre à Clermont et le pape confirme la primatie lyonnaise lors du concile. Hugues de Die l'accompagne ensuite durant son voyage jusqu'au concile de Nîmes en 1096 avant de revenir sur Lyon,.

##### Pascal II
Le second pape à passer par Lyon sur cette période est Pascal II. Il vient en France en 1107 pour régler avec le roi de France Philippe Ier le conflit des investitures et obtenir son soutien contre l'empereur Henri V.
Il arrive à Lyon à la toute fin de l'année, sans qu'il y ait d'archevêque pour l'accueillir, Hugues de Die étant décédé le 7 octobre précédent. Le pape est accueilli par l'abbé d'Ainay Josserand. Il consacre la toute nouvelle église abbatiale, le 29 janvier et quitte la ville peu après pour arriver à Cluny le 4 février.

##### Les papes exilés: Gélase II, Calixte II, Innocent II et Eugène III

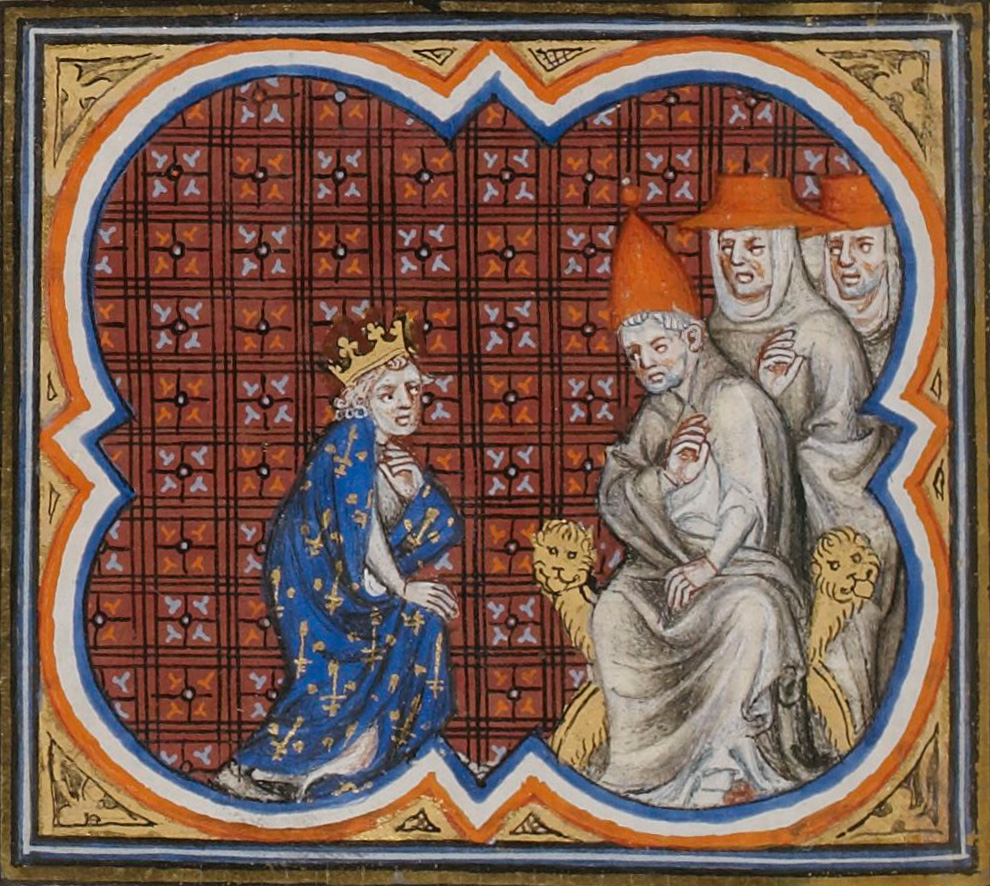
Louis VI et Calixte II.

Durant la première moitié du XIIe siècle, les différents papes ont fréquemment maille à partir avec différentes forces politiques romaines, que ce soit un parti noble ou une révolte populaire. Ils passent souvent les Alpes pour vernir chercher du soutien auprès du roi de France. Quatre d'entre eux passent par Lyon, sans s'y arrêter longtemps.
Le pape Gélase II, également aux prises avec Henri V, est obligé de quitter Rome à la suite d'une révolte et se rend au royaume de France pour y trouver l'appui de Louis VI. Il arrive à Lyon le 14 janvier 1119 et y est hébergé quelques jours par l'archevêque Humbaud. Le pape quitte la ville mais doit s'arrêter à Mâcon à cause d'une lourde maladie. Il se fait porter à Cluny et y décède le 29 janvier,.
Pour éviter un vide à la tête de l'Église qui pourrait profiter à l'empereur et à l'antipape Grégoire VIII, les deux cardinaux (dont Conon de Préneste) qui accompagnent Gélase II prennent sur eux de nommer l'archevêque de Vienne, Gui, qui choisit le nom de Calixte II. Ce dernier se rend à Cluny et y accepte la charge. Redescendant à  Vienne pour s'y faire couronner le 6 février, il s'arrête à Lyon le 4 et est immédiatement reconnu par Humbaud. En voyage perpétuel essentiellement en France, il repasse brièvement à Lyon fin janvier 1120,.
Une dizaine d'années plus tard, c'est au tour d'Innocent II de devoir fuir Rome, chassé par les partisans d'un antipape, Anaclet II. Élu en 1130, il se rend en France où il trouve l'appui du roi de France, Louis VI. Il préside le 18 novembre un concile à Clermont, où il excommunie son adversaire. L'archevêque de Lyon, Renaud de Semur y participe. Il avait auparavant très rapidement manifesté son soutien à Innocent II. Après avoir rencontré le roi d'Angleterre Henri Ier, le roi de Germanie Lothaire III et sacré le futur Louis VII, le pape retourne en Italie pour rejoindre l'armée de Lothaire qui doit lui ouvrir les portes de sa ville. Sur le chemin, il s'arrête à Lyon du 17 février au 2 mars 1132, accueilli par Pierre I. Il y prend deux bulles pontificales,.
Son successeur, Eugène III, est également chassé de Rome, par une insurrection populaire qui proclame la Commune. Comme ses prédécesseurs, il passe les montagnes pour aller chercher de l'aide et s'arrête dans la ville rhodanienne le 22 mars 1147, où se tient alors l'archevêque Amédée,.

#### Innocent IV et le concile Lyon I: 1244 - 1251

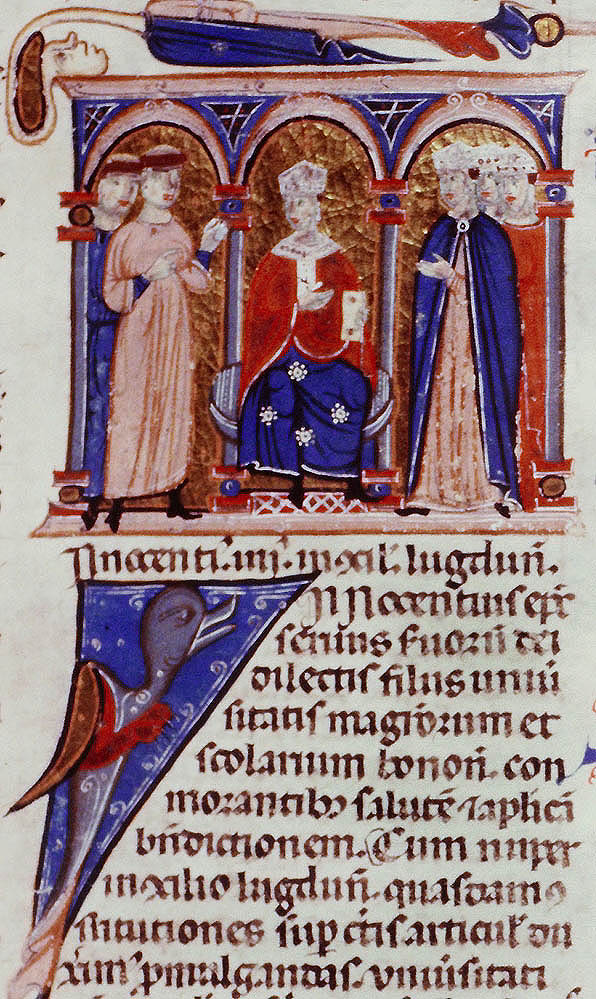
Innocent IV durant le concile.

Le premier concile de Lyon est convoqué en 1245 par le pape Innocent IV. Il a pour but principal la déposition de l'empereur Frédéric II dans le cadre de la lutte entre l'empereur du Saint empire et la papauté. À cette occasion, et pour s'éloigner de son ennemi, le pape et toute la curie restent à Lyon durant six ans, jusqu'en 1251.

##### Préparation du concile
La lutte entre deux visions du pouvoir universel bat alors son plein entre Rome et l'Empire. Le pape Innocent IV, élu en 1243, entreprend rapidement de lutter contre Frédéric II pour imposer son utilisation des « deux glaives » à celui qui prétend être une « loi vivante ». Menacé dans la cité pontificale, il décide de réunir un concile général hors d'Italie. Il demande d'abord à Louis IX de le tenir à Reims, mais ce dernier refuse, ne voulant pas sortir de sa neutralité entre les deux puissances. Lyon, ville indépendante et à la frontière entre le roi de France et l'Empereur s'impose donc comme la meilleure solution. Il s'y rend donc non sans peine (il est malade), quittant Rome en juin 1244, et devant échapper aux hommes de l'Empereur. Arrivant finalement dans la cité rhodanienne le 2 décembre, il y est accueilli, selon son chroniqueur Nicolas de Curbio, par une « foule énorme qui s'était portée au-devant de lui, massée sur les rives du fleuve ou entassée sur des bateaux. Le clergé, les ordres religieux, la population tout entière lui rendirent de grands honneurs ». C'est l'archevêque Aymeric Guerry qui est en place, un homme de confiance du pape Grégoire IX et réformateur engagé. Ne pouvant loger convenablement le pape et toute sa cour dans le château de Pierre Scize, ni dans le cloître de Saint-Jean, l'évêque l'installe dans la collégiale Saint-Just.
Rapidement le 27 décembre, Innocent IV proclame la tenue d'un concile pour la fête de saint-Jean-Baptiste, le 24 juin 1245. Durant le printemps, les invités arrivent nombreux. Plus de cent cinquante évêques, de nombreux abbés, supérieurs généraux d'ordre et délégués des chapitres mitrés. Parmi ceux-ci se trouvent de futurs papes (Tedaldo Visconti et Octaviano Ubaldini). Les rois de France et d'Angleterre, ainsi que l'Empereur envoient de fortes délégations. Des représentants des cités maritimes de Gênes et de Venise sont également présents. Parmi les puissances laïques, le concile est aussi fréquenté par Baudouin II, empereur latin de Constantinople, Raimond VII, comte de Toulouse et Raimond Béranger, comte de Provence.

##### Le concile Lyon I

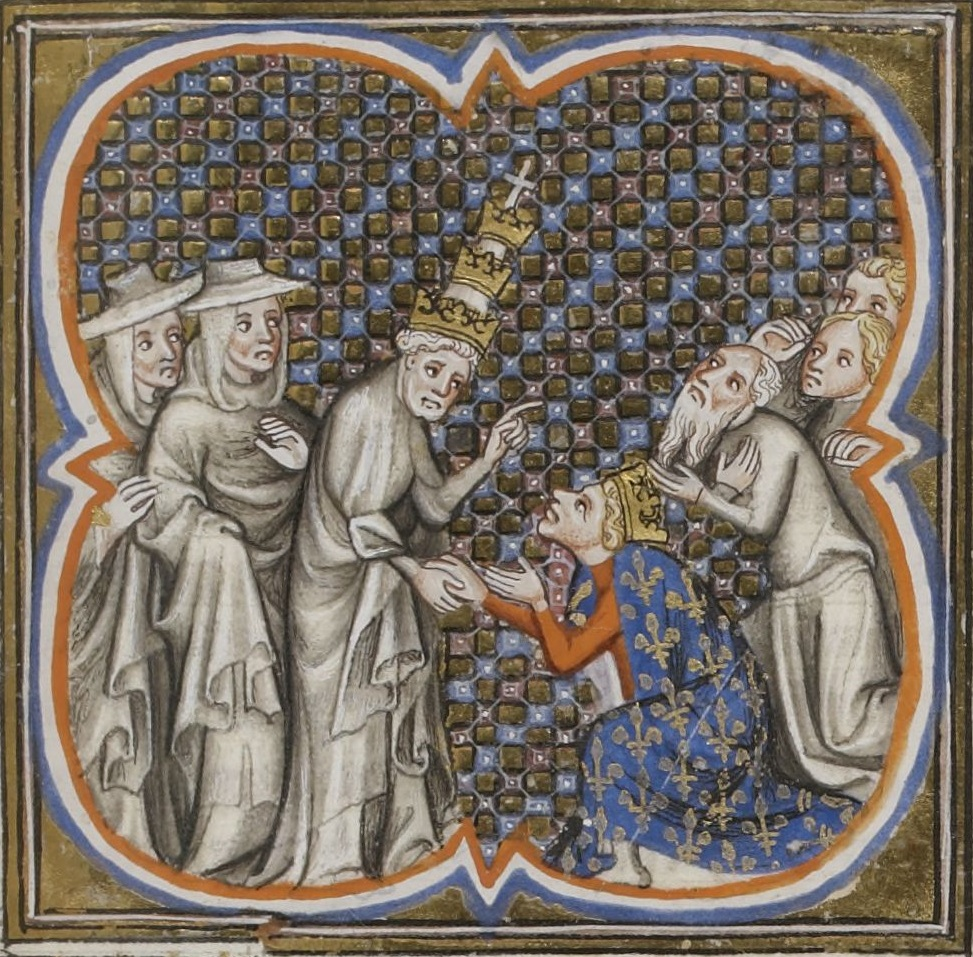
entrevue de Louis IX et d'Innocent IV à Cluny.

Les trois sessions solennelles ont lieu les 28 juin, 5 et 17 juillet dans la cathédrale Saint-Jean, encore en construction. La décision la plus importante du concile est la déchéance de l'empereur. Des décrets sont également établis pour poursuivre la réforme de l'Église ; une ambassade est envoyée pour prendre contact avec le Khan des mongols. Mais les décisions prises, le pape ne quitte pas Lyon, d'où il poursuit sa lutte principale : contre Frédéric II.
Ainsi, pour tenter de convaincre Louis IX de l'aider contre l'empereur, il quitte pour la seule fois de son séjour lyonnais la ville pour aller le rencontrer à Cluny, en novembre 1245. Cela ne donne rien et Innocent II continue seul son combat contre Frédéric II. Aux propositions impériales d'une rencontre destinée à démontrer l'orthodoxie de l'empereur, le pape exige qu'il vienne en petit équipage et sans arme. En effet, Frédéric II sollicite contre le pape des nobles de la région, tels les sires de Beaujeu ou de la Tour-du-Pin ; et même Amédée IV de Savoie. À l'inverse, Innocent II soutient financièrement tous ses alliés, et notamment les villes lombardes et les familles guelfes. Craignant un coup de force, le pape ne quitte pas Lyon durant six ans.
La tenue du concile à Lyon a focalisé l'attention d'un grand nombre de personnes sur la ville elle-même, qui a ainsi acquis une nouvelle visibilité au sein de l'espace intellectuel européen. Ainsi, dans de nombreuses chroniques ou compilations historiques, qu'elles soient françaises, italiennes ou anglaises, Lyon est décrite avec le concile. Les chroniques retiennent surtout de l’événement la lutte entre la papauté et l'empire ; ce grand conflit éclipse toutes les autres affaires dans les recensions du concile.

##### Innocent IV à Lyon
Durant toutes ses années, toutes les affaires de l'Église sont traitées sur les bords de la Saône. De nombreux grands personnages s'y arrêtent tels Louis IX et ses trois frères Robert, Alphonse et Charles qui partent en 1248 à la septième croisade ; Richard de Cornouailles, frère d'Henri III d'Angleterre ; Guillaume II de Hollande ; Robert Grosseteste ; etc.
La présence de la curie durant six ans fait de Lyon le centre de la chrétienté, avec des va-et-vient incessants de messagers, légats, voyageurs et clercs de toute l'Europe. Lyon voit ainsi sa population fortement augmenter, et les auberges se multiplier, même si les établissements religieux abritent de nombreux membres du clergé.
L'une des premières actions locales du pape, sitôt le concile terminé, est de nommer un remplaçant à Aymeric parti (volontairement ou non) finir sa vie dans l'abbaye de Grandmont. Innocent IV nomme celui qui lui a permis de traverser sauf les Alpes, et qui le protège militairement : Philippe Ier de Savoie. Celui-ci, grand seigneur, est peu religieux : il ne reçoit jamais les ordres majeurs, et renonce promptement à ces titres ecclésiastiques dès que son frère décède pour hériter du comté de Savoie. Mais Innocent II le désigne pour s'assurer de son soutien contre l'empereur, la maison de Savoie hésitant entre les deux puissances,.
Vis-à-vis de la ville de Lyon, Innocent IV est très généreux. Que ce soit en échange de prêt d'argent ou pour remercier les Lyonnais de leur accueil, il leur accorde tout au long de sa vie, même après son départ de très nombreuses bulles, dont plus de cent cinquante ont été conservées. Les églises de Lyon sont particulièrement honorées. Saint-Just et Saint-Jean reçoivent ainsi de très nombreuses indulgences, garanties, autorisations de cumuls et dispenses diverses. Innocent IV offre également au chapitre de Saint-Just les châteaux de Brignais et de Valsonne qu'il avait lui-même acheté. Sous son pontificat, de nombreux conflits entre religieux trouvent leur achèvement, Innocent IV tranchant de nombreux différends. Quelques seigneurs laïcs locaux tels les Beaujeu sont également les bénéficiaires des libéralités papales. Enfin, les citoyens lyonnais dans leur ensemble obtiennent des bulles du papes qui leur garantissent liberté et sécurité. Les familles les plus riches obtiennent, moyennant quelques dons à la cause pontificale, des bulles personnelles, notamment les De Fuer. Enfin, comprenant bien l'intérêt de pourvoir à l'entretien du pont sur le Rhône, il publie des indulgences pour tous ceux qui participent à l'œuvre du pont,. Mais cette générosité ne garantie pas toutefois une paix parfaite entre le pontife et les habitants de la cité. En effet, les chanoines lyonnais, jaloux de leurs prérogatives, n'hésitent pas à menacer les hommes du pape lorsque celui-ci fait mine de redistribuer lui-même des prébendes locales sans consulter le chapitre cathédral,.
Une dernière conséquence de la présence permanente de la curie à Lyon durant six ans est la possibilité pour les Lyonnais de profiter du « studium » attaché à la curie. Lyon est alors dépourvue de lieux d'enseignement de bon niveau, la manécanterie de Saint-Jean ne délivrant qu'une formation cléricale de base, et aucune école de droit n'ayant vu le jour. Ils peuvent ainsi bénéficier des cours d'Henri de Suse dans le cloître de Saint-Jean.

#### Le concile Lyon II

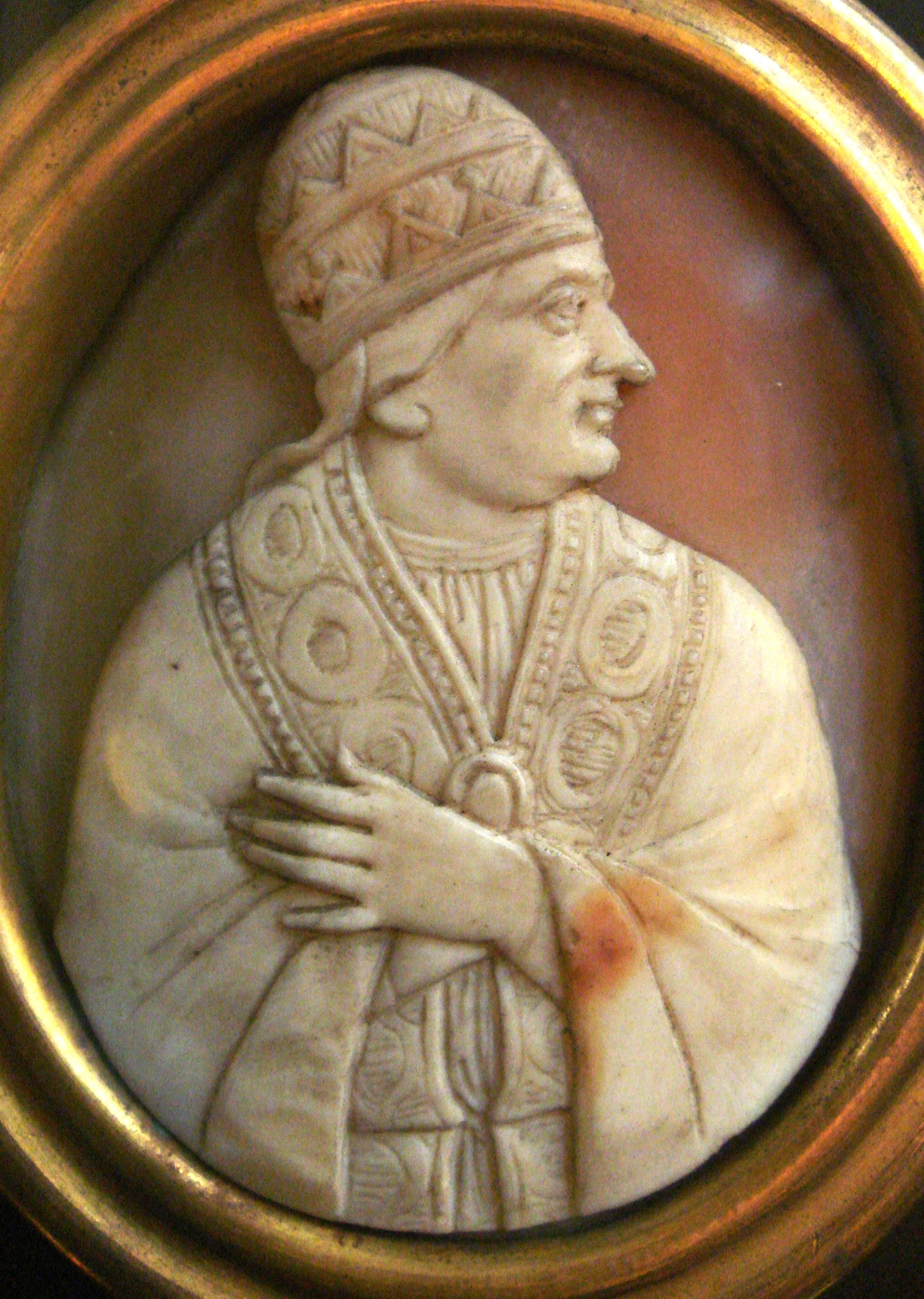
Cameo représentant le pape Grégoire X.

Le concile Lyon II est bien davantage consacré à la spiritualité et la réforme de l'Église. D'une ampleur bien plus large, avec plus de mille participants, il n'a en revanche pas les résultats espérés, ni pour l'union des Églises d'orient et d'occident ni pour la sauvegarde des États latins d'Orient.

##### La préparation
Le deuxième concile de Lyon est convoqué en 1272 par le pape Grégoire X, à peine quatre jours après son couronnement. Soigneusement préparé par le souverain pontife après de multiples enquêtes demandés à de nombreux clercs, il choisit Lyon pour sa tenue le 13 avril 1273. Outre les raisons géographiques et politiques de la cité, Grégoire X a été chanoine de Lyon et il a été présent au concile Lyon I. Grégoire X sait pourtant que, à cette époque, la ville est en guerre civile entre les bourgeois et les chanoines, durant un vide politique dû à l'absence d'archevêque. Grégoire X consacre à Vienne, un camarade d'étude dominicain, Pierre de Tarentaise archevêque, et celui-ci parvient à rétablir le calme.
Il arrive à Lyon début novembre 1273 avec Bonaventure. Aidé également par Pierre de Tarentaise, il prépare alors activement le concile. Les principaux sujets débattus sont la défense de la terre sainte, la réunion des églises d'occident et d'orient, et l'amélioration de l'élection pontificale.
Le concile est un grand succès. Il comprend plus de 500 évêques, entre 60 et 70 abbés, jusqu'à 1000 prélats de rang inférieur. Comme s'ajoute, à ces personnes leurs équipages, l'ensemble de la curie et de nombreux visiteurs laïques, les capacités d'accueil de la ville sont alors largement dépassées. Ainsi, quelques jours après l'ouverture du concile, la pape congédie les clercs inférieurs qui n'avaient pas été expressément invités. Beaucoup trouvent également refuge aux alentours de la ville, dans les monastères de l'île Barbe, de Savigny, de la Chassagne en Dombes, ou dans des châteaux laïcs. Un des grands absents est Thomas d'Aquin, mort en venant au concile.
Pour que son ami Pierre de Tarentaise puisse se consacrer pleinement aux affaires spirituelles, Grégoire X nomme dès 1273 à l'archevêché Aymar de Roussillon, ami personnel du pape, issu de la noblesse du Dauphiné. Pour assurer la sécurité du concile, le roi de France Philippe III offre une garde, dont le commandement est tenu par le sire de Beaujeu. Un second détachement est envoyé par l'abbé de Savigny, frère de l'archevêque.

##### Le concile

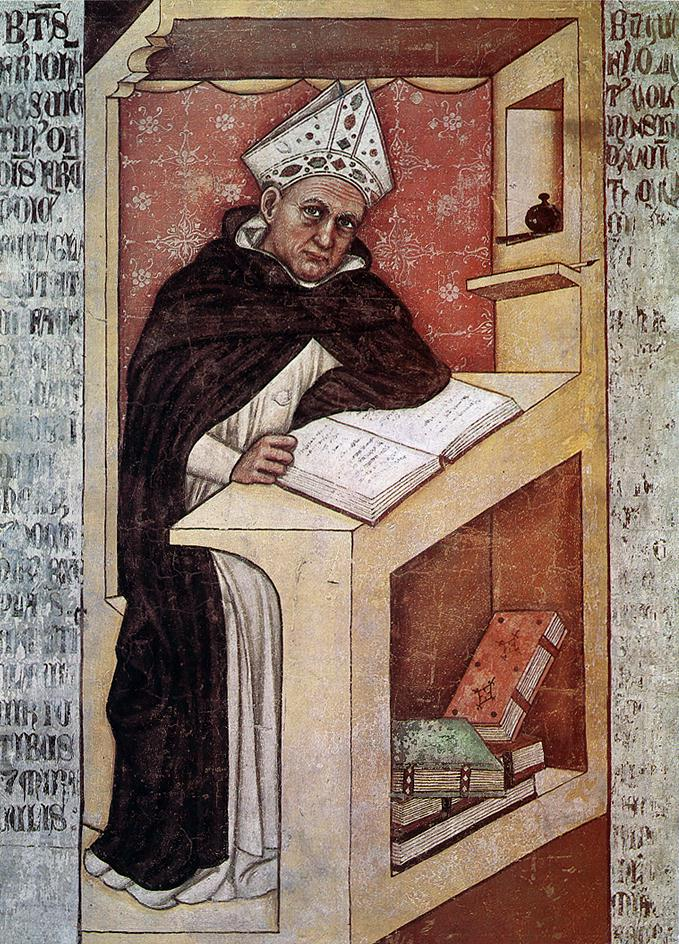
Albert le Grand.

Le concile s'ouvre solennellement le 7 mai 1274. Les grandes figures du concile sont Albert le Grand, et surtout Bonaventure et Pierre de Tarentaise. Les grands moments sont, outre sa cérémonie d'ouverture qui remplit la cathédrale Saint-Jean le 7 mai, l'arrivée de la délégation byzantine et surtout la proclamation de l'union des deux Églises le 6 juillet et l’accueil de l'envoyé de l'Il-Khan de Perse Abaqa, le 4 juillet. Plus dramatique, la mort de Bonaventure endeuille le concile le 15 juillet. Les autres débats du concile ont conclu à des décisions en faveur de la défense de la Terre sainte et la poursuite de la réforme de l'Église.

##### Après le concile: le séjour de Grégoire X
Après la fin du concile, le pape reste encore dix mois à Lyon. Entre autres affaires, il y purge les conflits entre l'archevêque, les chanoines et les bourgeois de Lyon. Il impose à tous la justice de l'archevêque, ne laissant aux chanoines que des bribes de pouvoir et en demandant aux bourgeois de se soumettre.

#### Le couronnement de Clément V
En 1305, le pape Clément V est couronné à Lyon alors que ce dernier voulait que ce fut Vienne, comme le fut Calixte II. Le choix de la ville de Lyon est dicté par le roi de France Philippe le Bel, qui entend affirmer son pouvoir sur place et en profite pour venir faire une entrée. C'est lors de cet événement que mourut le duc Jean II de Bretagne, lors d'un accident dans la montée du Gourguillon.

#### L'élection de Jean XXII
En 1316, c'est encore une décision royale qui impose le site de Lyon pour l'élection et le couronnement de Jean XXII.

## Postérité
De cette époque, il reste peu de traces dans le patrimoine urbain lyonnais. Il subsiste du Moyen Âge central le chevet de la cathédrale Saint-Jean, une partie de l'ancienne manécanterie, la porte de l'abbaye Saint-Pierre, la coupole de l'église Saint-Paul,, l'église Notre-Dame de l'île Barbe et la basilique Saint-Martin d'Ainay.

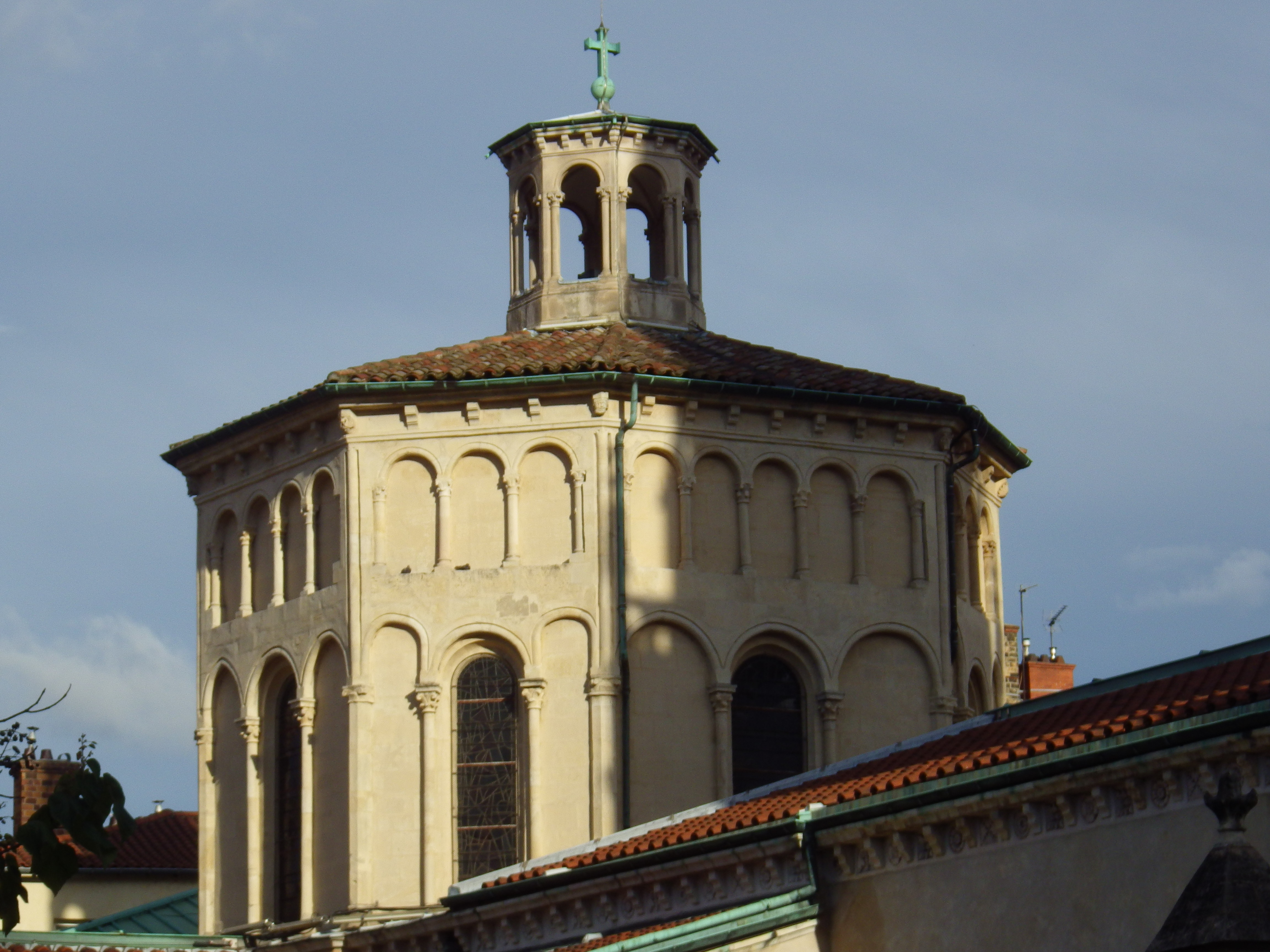
Coupole de l'église Saint-Paul. Le clocheton est postérieur.
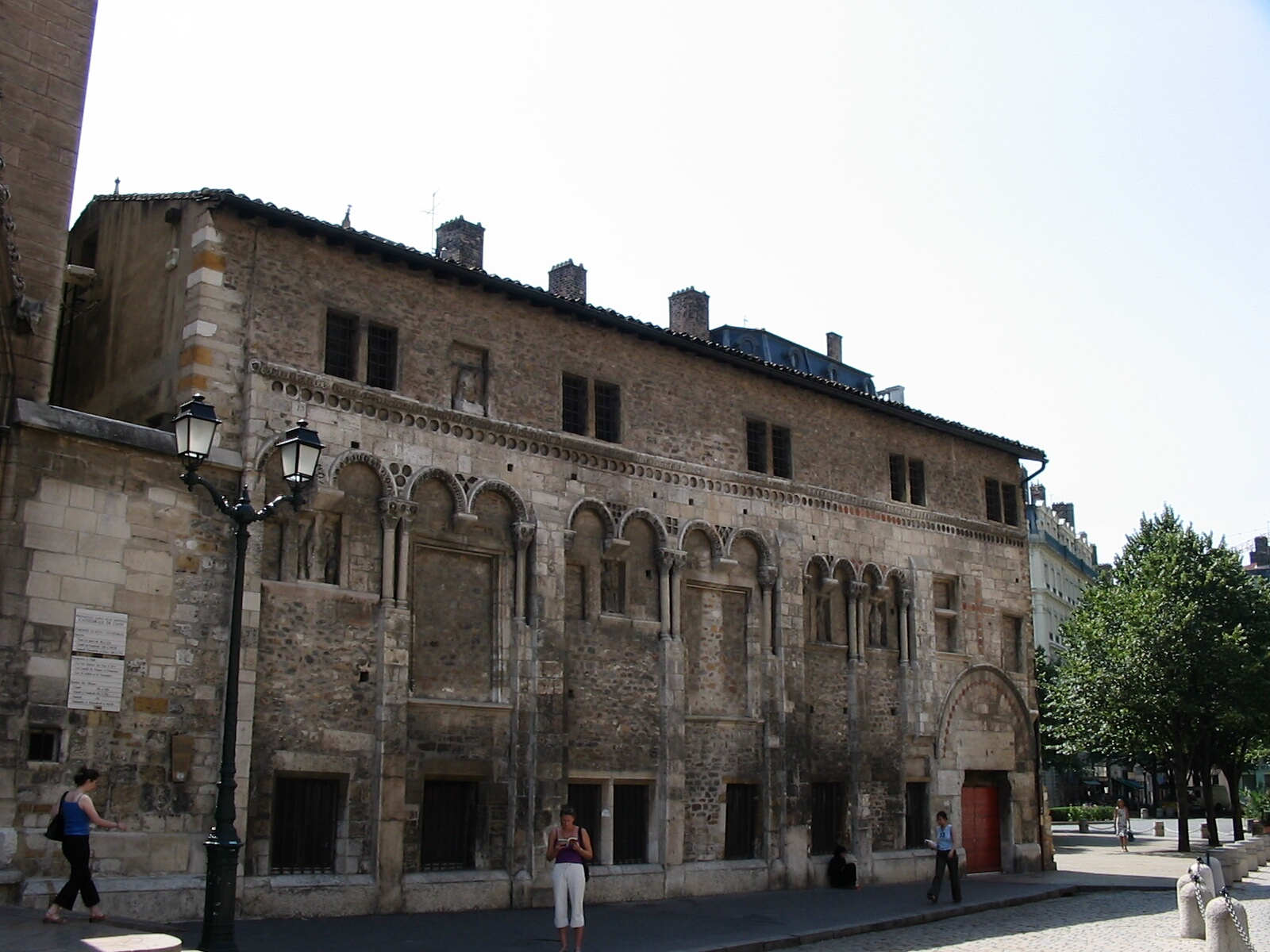
Manécanterie.
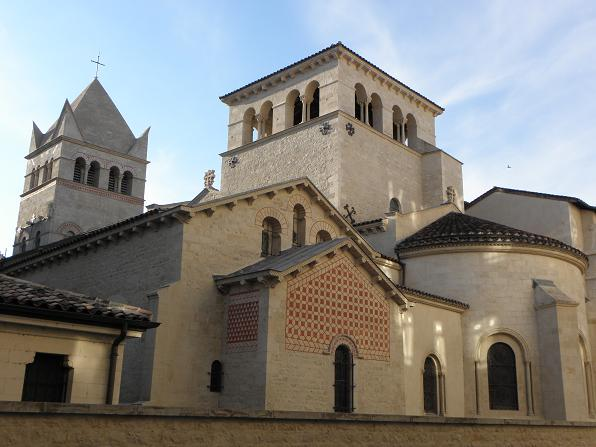
Chevet de la basilique Saint-Martin d'Ainay.
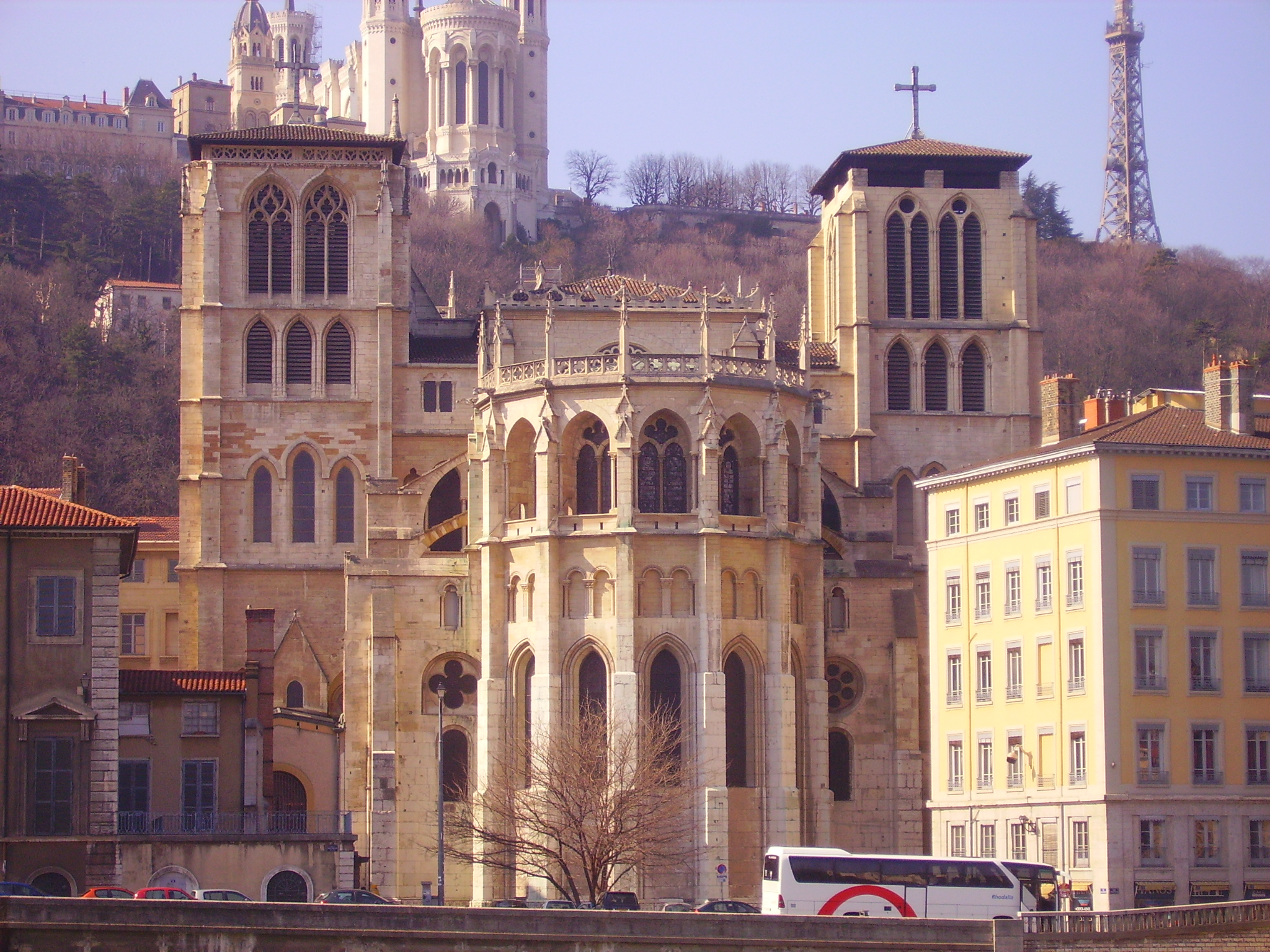
Chevet de la cathédrale Saint-Jean.
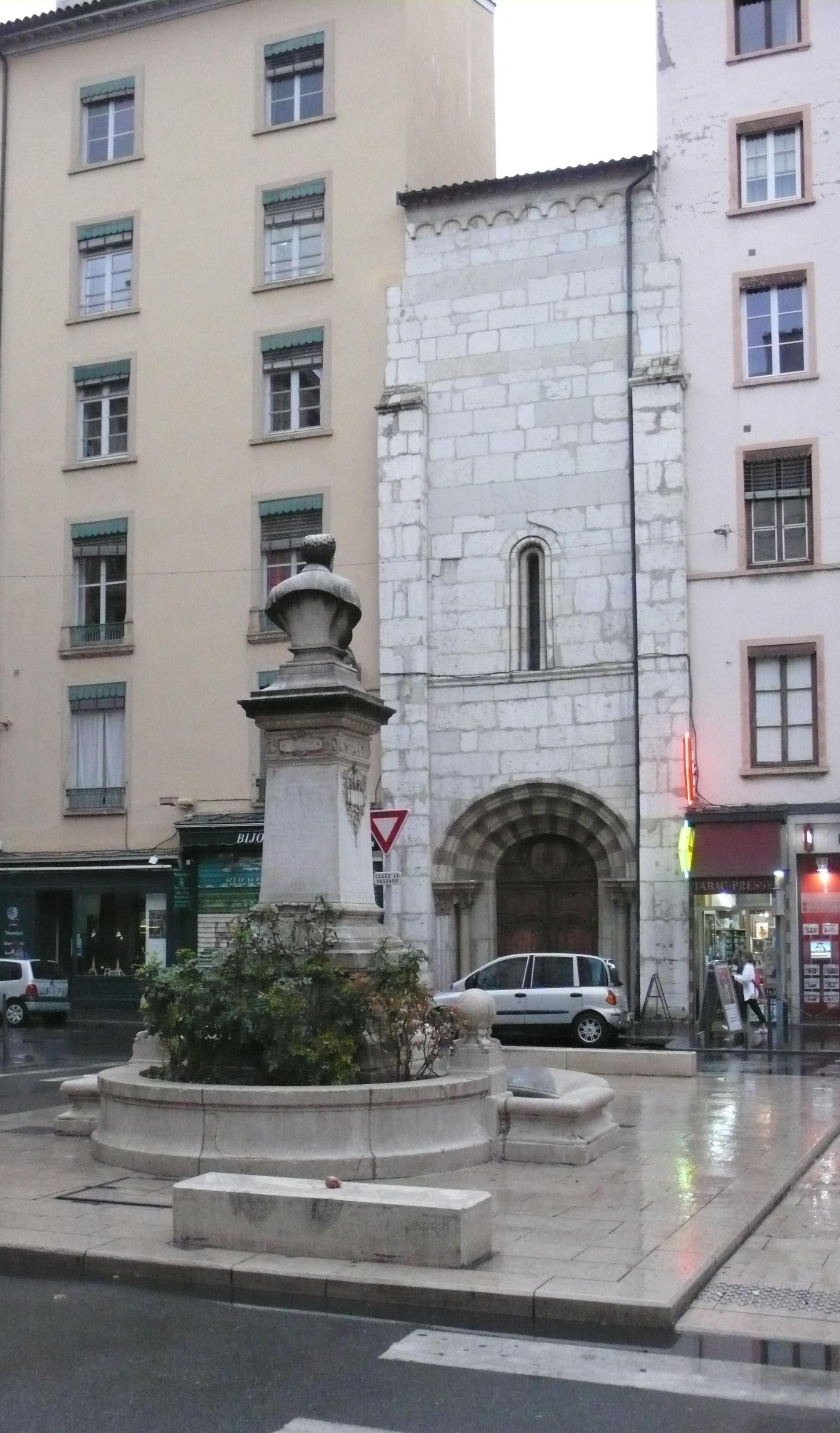
Façade de l'église Saint-Pierre.
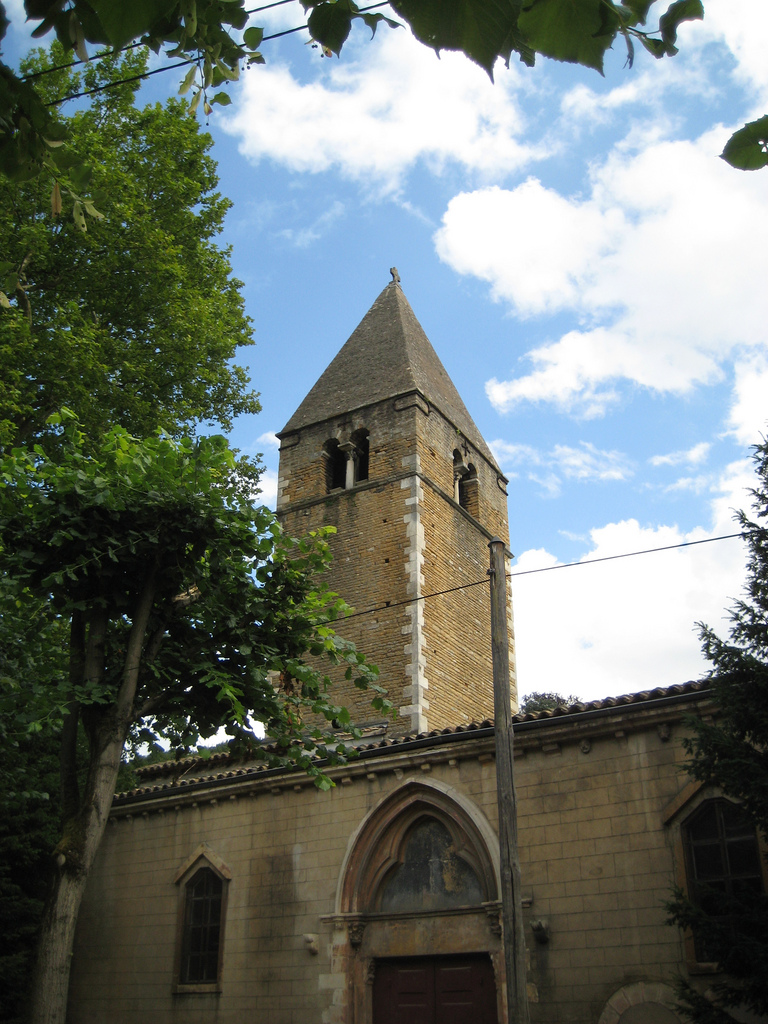
Église Notre Dame de l'île Barbe.

Plus anecdotique, il subsiste des débris de bâtiments anciens à divers endroits de la ville. Ainsi, le grand cloître qui enserre durant tout l'ancien régime le quartier canonial de la cathédrale saint-Jean disparaît presque entièrement en 1930, lors d'un glissement de terrain. Il en reste, de même, une partie d'un mur de pierres au sein de la maison du quartier sur la rue Tramassac et le soubassement du pignon de l'ancien hôtel du Chamarier situé dans la rue Bombarde.